# Madrid
Madrid (in italiano AFI: /maˈdrid/ in spagnolo AFI: [maˈðɾið]) è la capitale e la città più popolosa della Spagna; si tratta del secondo comune più popoloso nell'Unione europea, dopo Berlino, e la sua area metropolitana è la sesta più popolosa d'Europa dopo Mosca, Londra, la Ruhr e Parigi: l'area comunale si estende su un totale di 604,3 km² mentre la popolazione della municipalità è di 3 280 782 abitanti, ma la popolazione dell'area metropolitana (agglomerato urbano e suburbano metropolitano) è calcolata in 7,5 milioni.
È il centro politico della Spagna, ospitando la sede del governo e la residenza del monarca spagnolo. La conurbazione di Madrid è la quarta col maggiore PIL nell'Unione europea e la sua influenza nella politica, nell'educazione, nella scienza e nelle arti contribuisce al suo status di una delle principali città globali del mondo; grazie al suo rendimento economico, all'elevato standard di vita e alle dimensioni del suo mercato, Madrid è considerata il maggiore centro finanziario del Sud Europa; ospita le direzioni della grande maggioranza delle più importanti società spagnole; è la città più visitata della Spagna, la quarta più turistica del continente; ed è la decima città più vivibile al mondo, secondo la rivista Monocle, nel suo indice del 2010; inoltre, è stata classificata tra le 12 città europee più verdi nel 2010.
Nonostante possieda infrastrutture moderne, ha conservato quasi inalterato l'aspetto originario di molte strade e di molti quartieri storici. Nel suo patrimonio culturale troviamo il Palazzo reale di Madrid, il parco del Retiro, la Biblioteca nazionale di Spagna e tre importanti musei: il Museo del Prado, il Museo Nacional Centro de Arte Reina Sofía e il Museo Thyssen-Bornemisza.

## Geografia fisica
La città è situata sul corso del fiume Manzanarre nella meseta meridionale ai piedi del Sistema Centrale. Nel centro del paese vi è la Comunità di Madrid (che comprende la città di Madrid, il suo agglomerato urbano e si estende ai sobborghi e ai villaggi), delimitata dalle Comunità autonome di Castiglia e León e Castiglia-La Mancia.

### Idrografia
Uscendo dalla città di Madrid, il fiume entra nella parte orientale della città di Getafe, dove riceve le acque del torrente Culebro, per sfociare poco dopo nel Jarama, nelle vicinanze di Rivas-Vaciamadrid.
Oltre al Manzanarre esistono altri piccoli fiumi nella città di Madrid e nei suoi dintorni, come il Moraleja, il Vega, il Valdelamasa e il Viñuelas, che sfociano direttamente nel Jarama o come il torrente Cedrón, che sfocia nel Guadarrama.

### Clima
Il clima di Madrid è di tipo continentale temperato. Gli inverni sono freddi, con temperature minime che scendono talvolta sotto lo 0 °C anche in un contesto fortemente urbanizzato, con brinate e gelate. Le nevicate sono rare. Durante le estati fa caldo con temperature medie attorno ai 25 °C a luglio ed agosto, però con punte massime che spesso raggiungono i 35 -40 °C.
| Aeroporto di Madrid-Barajas (1981-2010) | Mesi  | Mesi  | Mesi | Mesi | Mesi | Mesi | Mesi | Mesi | Mesi | Mesi | Mesi | Mesi  | Stagioni | Stagioni | Stagioni | Stagioni | Anno  |
| Aeroporto di Madrid-Barajas (1981-2010) | Gen   | Feb   | Mar  | Apr  | Mag  | Giu  | Lug  | Ago  | Set  | Ott  | Nov  | Dic   | Inv      | Pri      | Est      | Aut      | Anno  |
| --------------------------------------- | ----- | ----- | ---- | ---- | ---- | ---- | ---- | ---- | ---- | ---- | ---- | ----- | -------- | -------- | -------- | -------- | ----- |
| T. max. media (°C)                      | 10,7  | 13,0  | 17,0 | 18,7 | 23,1 | 29,5 | 33,5 | 32,8 | 27,9 | 21,0 | 14,8 | 10,9  | 11,5     | 19,6     | 31,9     | 21,2     | 21,1  |
| T. media (°C)                           | 5,5   | 7,1   | 10,2 | 12,2 | 16,2 | 21,7 | 25,2 | 24,7 | 20,5 | 14,8 | 9,4  | 6,2   | 6,3      | 12,9     | 23,9     | 14,9     | 14,5  |
| T. min. media (°C)                      | 0,2   | 1,2   | 3,5  | 5,7  | 9,3  | 13,9 | 16,8 | 16,5 | 13,1 | 8,7  | 4,1  | 1,4   | 0,9      | 6,2      | 15,7     | 8,6      | 7,9   |
| T. max. assoluta (°C)                   | 20,9  | 22,6  | 26,4 | 31,1 | 36,4 | 39,8 | 42,2 | 41,2 | 40,2 | 31,5 | 24,7 | 20,0  | 22,6     | 36,4     | 42,2     | 40,2     | 42,2  |
| T. min. assoluta (°C)                   | −10,4 | −10,0 | −6,6 | −3,2 | −0,5 | 5,0  | 7,0  | 8,2  | 4,0  | −1,0 | −7,4 | −10,5 | −10,5    | −6,6     | 5,0      | −7,4     | −10,5 |
| Precipitazioni (mm)                     | 28,7  | 31,9  | 21,5 | 37,7 | 43,9 | 21,7 | 8,8  | 9,5  | 24,1 | 51,3 | 49,3 | 42,3  | 102,9    | 103,1    | 40,0     | 124,7    | 370,7 |
| Ore di soleggiamento mensili            | 144   | 168   | 224  | 226  | 258  | 310  | 354  | 329  | 258  | 199  | 151  | 128   | 440      | 708      | 993      | 608      | 2 749 |

## Origine del nome

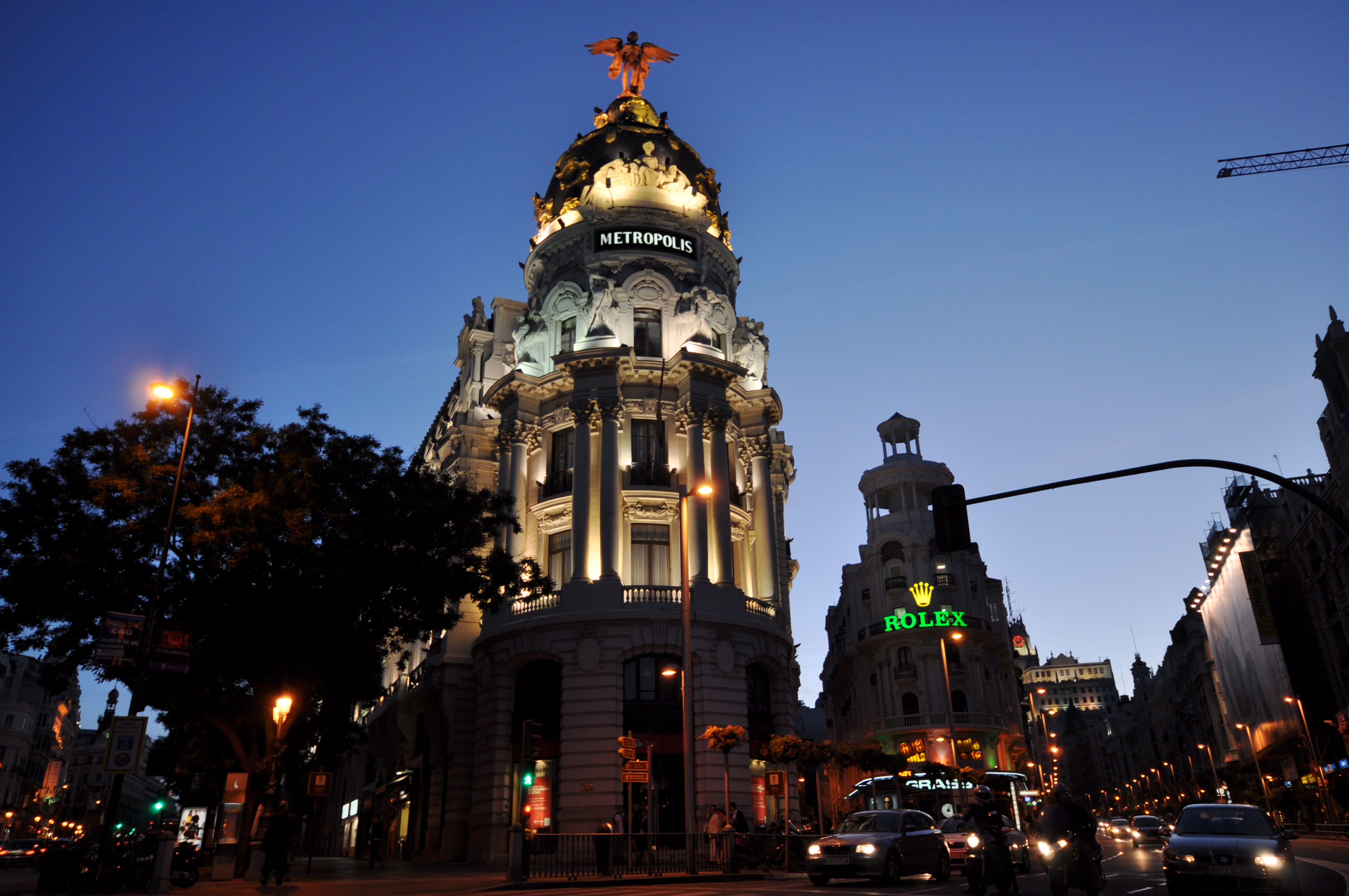
Calle de Alcalá e Edificio Metrópolis al tramonto

Ci sono diverse teorie sull'origine del nome di "Madrid".
Secondo una leggenda la città sarebbe stata fondata dal mitico re etrusco Ocno (detto anche Bianore), con il nome di Metragirta o Mantua Carpetana.

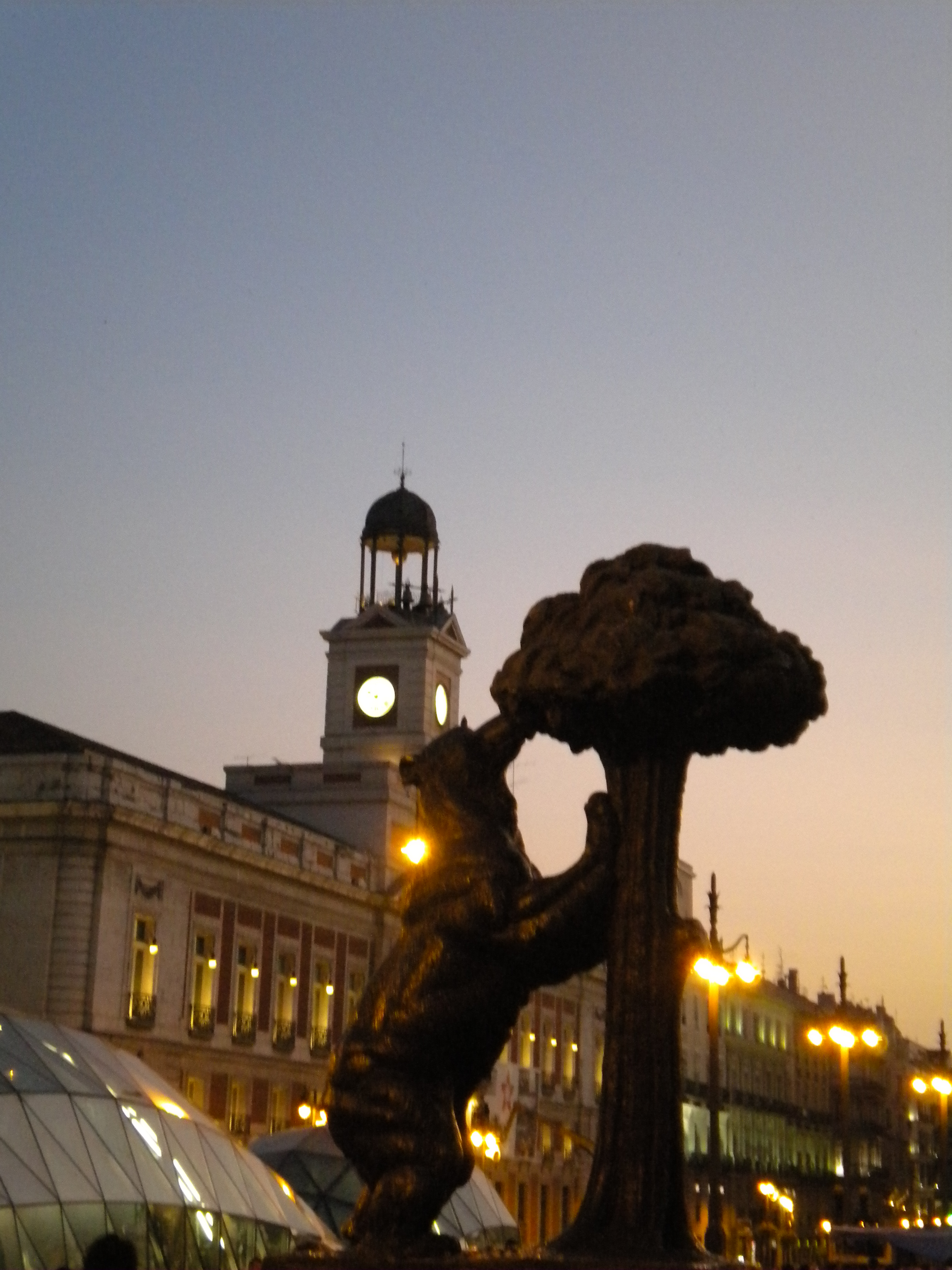
Puerta del Sol a Madrid. La statua dello scultore Antonio Navarro Santa Fe è sempre stata in Puerta del Sol

Altri sostengono che il nome originale della città era "Ursaria" ("terra degli orsi" in latino), a causa dell'elevato numero di questi animali che sono stati trovati nell'adiacente foresta, che, insieme con il corbezzolo (Madroño in spagnolo), sono l'emblema della città dal Medioevo.
Il nome registrato più antico della città è di epoca andalusa, مجريط Maǧrīţ (AFI [maʤriːtˁ]), che in castigliano antico divenne Magerit ([maʤeˈɾit]). Deriverebbe dal nome di una fortezza costruita sul fiume Manzanarre, nel IX secolo, e significa "luogo di abbondante acqua..." Se la forma è corretta, potrebbe essere un toponimo celtico da "Ritu" (guado) e un primo elemento, forse "Mageto", derivazione di "Magos" ("campo" in irlandese, ma anche "luogo" in bretone), o "Matu" (orso), che potrebbe spiegare la traduzione latina "Ursaria".
Tuttavia, è ormai diffusa la credenza che l'origine del nome attuale della città risalga al II secolo a.C., periodo in cui l'Impero romano si stabilì con un insediamento sulle rive del fiume Manzanarre. Il nome dato a questo primo villaggio era "Matrice" (con riferimento al fiume che attraversava l'insediamento). Nel corso del V secolo d.C. la penisola iberica subì l'invasione dei visigoti che presero il controllo di "Matrice". Nel VII secolo gli arabi cambiarono il nome in "Mayrit" o "Maǧrit" (che si pronunciano allo stesso modo), dal termine arabo ميرا "Mayra" (acqua come "albero" o "datore di vita") e il suffisso ibero-romano "it" che significa "luogo". Il moderno nome "Madrid" è l'evoluzione del mozarabico "Matrit".
In italiano storico si trova anche la forma Madride.

## Storia

### Medioevo ed Età Moderna

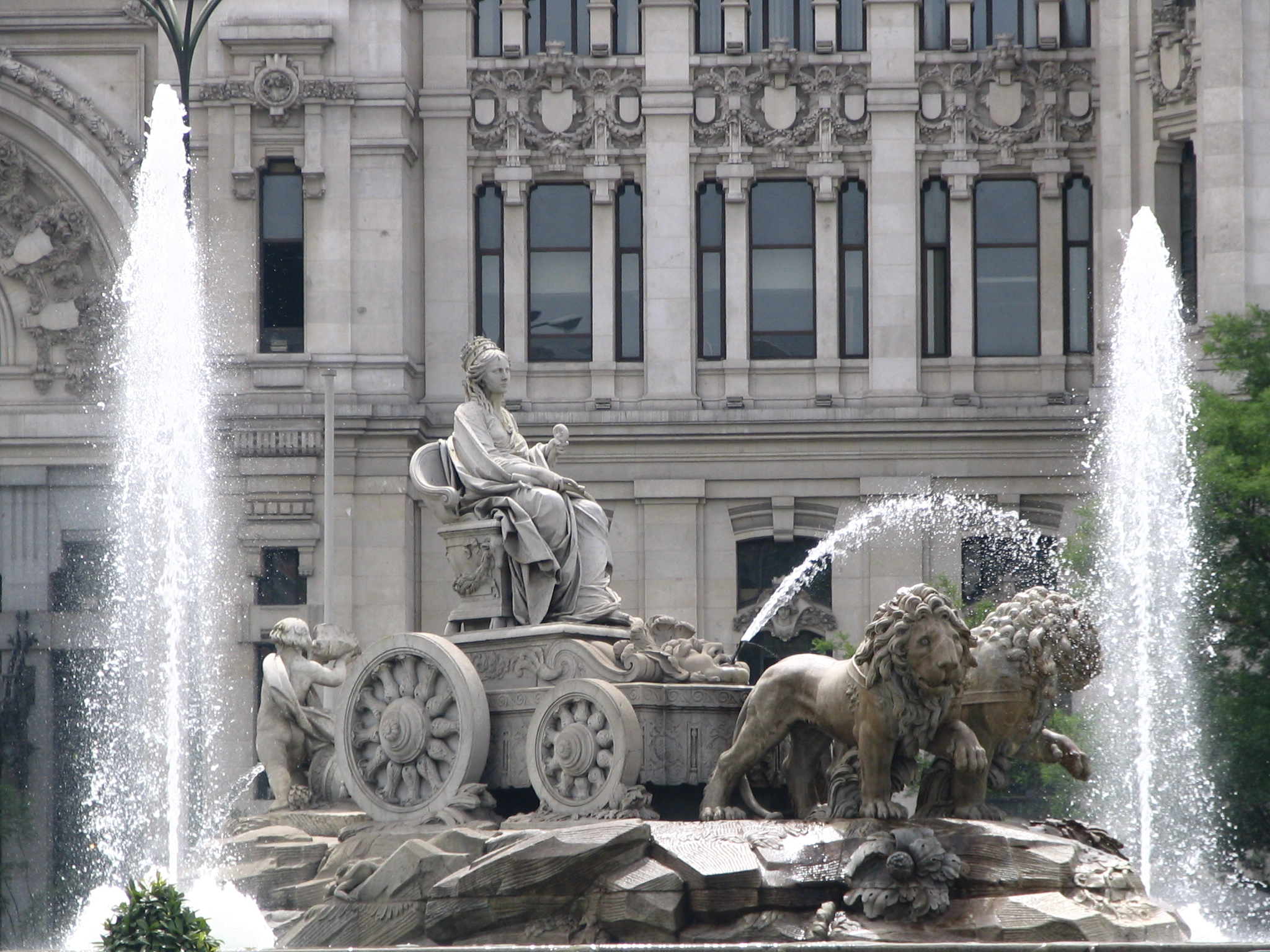
La fontana di Cibele

Il periodo esatto in cui è stata fondata Madrid rimane ignoto.
Il sito nel quale sorge la moderna Madrid è abitato fin dalla preistoria. In epoca romana il territorio apparteneva alla diocesi di Complutum (l'attuale Alcalá de Henares) e già in questo periodo esisteva un piccolo nucleo abitativo. Quando gli Arabi invasero la Penisola iberica all'inizio dell'VIII secolo Madrid non era altro che un piccolo villaggio visigoto, scoperto e confermato dai ritrovamenti archeologici. Gli Arabi lo fortificarono e gli diedero il nome di "Mayrit" o "Maǧrit". Tuttavia le origini della città moderna risalgono al 852, quando Muhammad I ordinò la costruzione di una piccola residenza reale nel medesimo luogo in cui oggi sorge il Palazzo reale. Intorno a questo palazzo fu costruita una piccola cittadella, la al-Mudaina. La cittadella venne conquistata nel 1083 dal re Alfonso VI di León e Castiglia che, nella sua avanzata verso Toledo (conquistata due anni dopo), fece riconsacrare la moschea della città nella chiesa della Vergine di Almudena. Parte degli ebrei sefarditi e dei Mori continueranno a vivere in città, finché non verranno definitivamente espulsi alla fine del XV secolo.
Nel 1268 una grave epidemia uccise quasi tutti i suoi abitanti (all'epoca non più di 3 000) rendendola quasi disabitata. Dopo lo scoppio di un grande incendio, Enrico III di Castiglia (1379-1406), che fece ricostruire la città, decise di stabilirsi al di fuori delle mura fortificate a El Pardo. L'ingresso trionfale di Ferdinando II d'Aragona e Isabella di Castiglia a Madrid annunciò la fine del conflitto tra Castiglia e Aragona e l'inizio dell'influenza del Rinascimento in Spagna.
Il successore di Carlo V, Filippo II decise di spostare la corte a Madrid il 12 febbraio 1561. Questo avvenimento sarebbe stato decisivo per la storia della città. Eccetto un breve periodo tra il 1601 e il 1606, quando la corte fu spostata a Valladolid, Madrid sarebbe stata la capitale fino ad oggi. Una famosa espressione recitava: «solo Madrid è la corte», e se letta al contrario: «Madrid è solo la corte». Fin da quando Madrid divenne capitale, la popolazione iniziò a crescere notevolmente. Alla burocrazia regia e alla corte si aggiunsero diseredati e gente in cerca di fortuna proveniente da tutto l'Impero spagnolo. Nel 1625 Filippo IV abbatté le vecchie mura cittadine e ne edificò di nuove che limiteranno l'espansione della città fino al loro abbattimento nel XIX secolo.
All'inizio del XVIII secolo ascese al trono di Spagna la dinastia Borbone dopo l'estinzione del ramo spagnolo degli Asburgo, con la successiva guerra fra i sostenitori del pretendente al trono francese e quelli di Carlo d'Asburgo. I nuovi sovrani francesi vollero equiparare Madrid alle altre grandi capitali europee. Dopo che l'Alcázar andò distrutto in un incendio nel 1734 si costruì nello stesso sito l'attuale Palazzo reale che fu ultimato nel 1755. Ebbe un ruolo particolarmente importante nello sviluppo della città Carlo III, ricordato come il "Rey Alcalde" (Re Sindaco). La realizzazione del paseo del Prado è probabilmente l'opera più importante del periodo e quella che trova ancor oggi maggior testimonianza nella città. Vanno ricordati anche il paseo de Recoletos, le fontane di Nettuno, Cibele e di Apollo, il Real Jardín Botánico, il Real Observatorio Astronómico o il Palazzo Villanueva, inizialmente destinato ad ospitare il Real Gabinete de Historia Natural, ma che poi divenne sede del noto Museo del Prado.

### L'Ensanchee l'Era Industriale

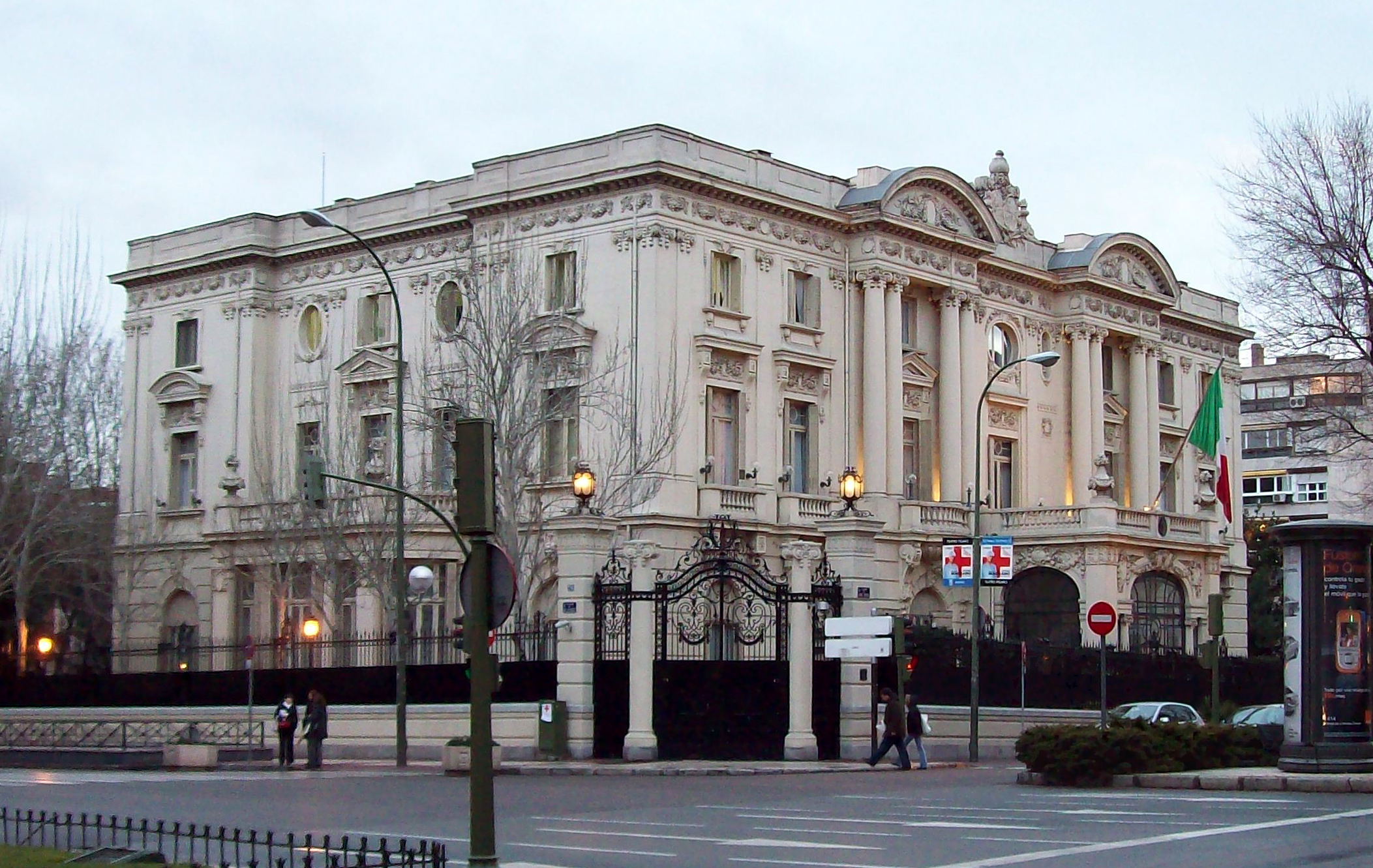
Palacio de Amboage, sede dell'Ambasciata italiana nel quartiere Salamanca

A Madrid ebbe luogo il sollevamento popolare contro le truppe d'occupazione francesi del 2 maggio 1808 che segnò l'inizio della guerra d'indipendenza. Giuseppe Bonaparte, nominato dal fratello Imperatore re di Spagna, realizzò diverse opere nella città, con frequenti distruzioni di edifici, fra cui diversi conventi, per far posto a piazze o per consentire l'ampliamento o l'apertura di nuove strade. Durante il XIX secolo, la popolazione continuò a crescere. Nel 1860 si abbatté la cinta muraria eretta da Filippo IV e la città poté finalmente espandersi in principio ordinatamente, grazie al piano Castro e alla realizzazione di grandi opere di risanamento (ensanches) che frutteranno grandi affari facendo la fortuna del marchese José de Salamanca y Mayol, da cui prese nome il nuovo quartiere sorto ad est di quello che sarebbe diventato l'asse viario centrale della capitale, il Paseo de la Castellana, prolungamento del Paseo del Prado. Fu realizzato un moderno sistema di raccoglimento delle acque e la città fu raggiunta dalla ferrovia che avrebbe fatto di Madrid il fulcro della rete nazionale. Nel primo trentennio del XX secolo la popolazione sfiorò il milione di abitanti. Nuovi quartieri come Ventas, Tetuán o el Carmen si popolarono del crescente proletariato urbano mentre nei quartieri sorti dall'"ensanche" ottocentesco si installava la ricca borghesia cittadina. Fra gli anni 1910 e 1930 si inaugurò in tre tratti la Gran Via al fine di decongestionare il centro storico. Nel 1919 re Alfonso XIII inaugurò la metropolitana. A nord-ovest del Palazzo reale, su alcuni terreni ceduti dal sovrano, si formò la Ciudad Universitaria.

### Seconda Repubblica e Guerra Civile
La vittoria repubblicana a Madrid e nella maggior parte dei capoluoghi di provincia provocò la caduta della monarchia e la proclamazione della repubblica due giorni dopo, il 14 aprile 1931. Madrid fu direttamente coinvolta nella Guerra Civile fra il novembre 1936 e il gennaio 1937: la città subì allora un terribile attacco concentrico da parte dei nazionalisti, sventato dai repubblicani e dalle brigate internazionali. Franco fece un altro tentativo per prendere Madrid nel gennaio-febbraio del 1937, ma fallì di nuovo. In maggio il governo si mosse per riconquistare Segovia, costringendo Franco a togliere truppe dal fronte di Madrid per fermarne l'avanzata. Ai primi di luglio il governo lanciò una forte controffensiva nell'area di Madrid, che i nazionalisti respinsero con difficoltà. Nel marzo 1937 ci fu un altro tentativo di isolare Madrid. Dopo una rapida avanzata dei nazionalisti e delle truppe italiane, i repubblicani contrattaccarono, aiutati dai carri armati e dagli aerei di fabbricazione sovietica e col valoroso (sebbene numericamente poco rilevante) apporto dei garibaldini italiani delle brigate internazionali; nonostante le maggiori perdite repubblicane e il termine della battaglia per esaurimento delle energie di entrambi i contendenti, gli italiani subirono una dura battuta d'arresto, brillantemente sfruttata dalla propaganda fino ad ingigantirne gli effetti sul morale. Il 28 marzo 1939, infine, Madrid cadde nelle mani dei nazionalisti.

### Dittatura di Franco

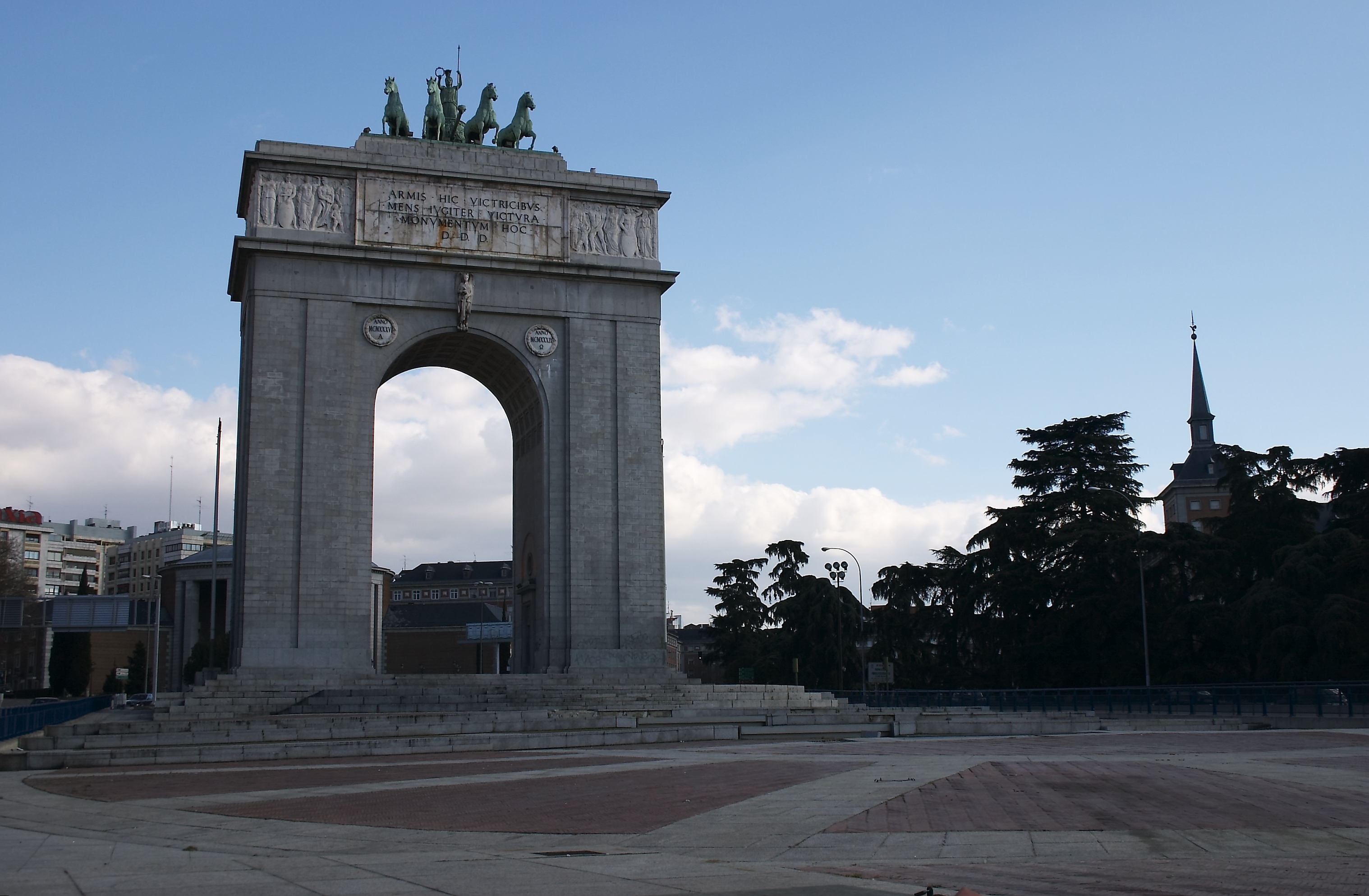
L'Arco de la Victoria, a Moncloa

A guerra finita, la città riprese il suo sviluppo ricostruendo quanto andato distrutto durante la guerra. Migliaia di spagnoli emigrarono da ogni parte del paese verso la città. A partire dal 1948 Madrid annesse gradualmente i municipi limitrofi passando dai 66 km² originari ai 607 km² attuali, guadagnando così 300 000 nuovi abitanti. A causa della tumultuosa crescita demografica, in pochi anni sorsero sterminati quartieri dormitorio spesso carenti di infrastrutture e servizi. Il centro fu anch'esso interessato dalla speculazione, favorendo l'abbattimento di edifici storici per far posto ad altri costruiti seguendo stilemi moderni. In alcuni casi le nuove costruzioni ebbero un marcato carattere politico, portando avanti il concetto franchista di "Madrid Imperial", come nella zona di Moncloa, dove si realizzarono l'Arco de la Victoria ed il Ministerio del Aire, in uno stile neoherreriano, o la Casa Sindical, più tardi, con uno stile già distanziato dal tradizionalismo. Il piano regolatore, approvato nel 1963, iniziò a decentralizzare la popolazione di Madrid verso i municipi limitrofi. Nel 1973 si inaugurarono i primi tratti della M-30, il primo anello di circonvallazione della città.

### Democrazia

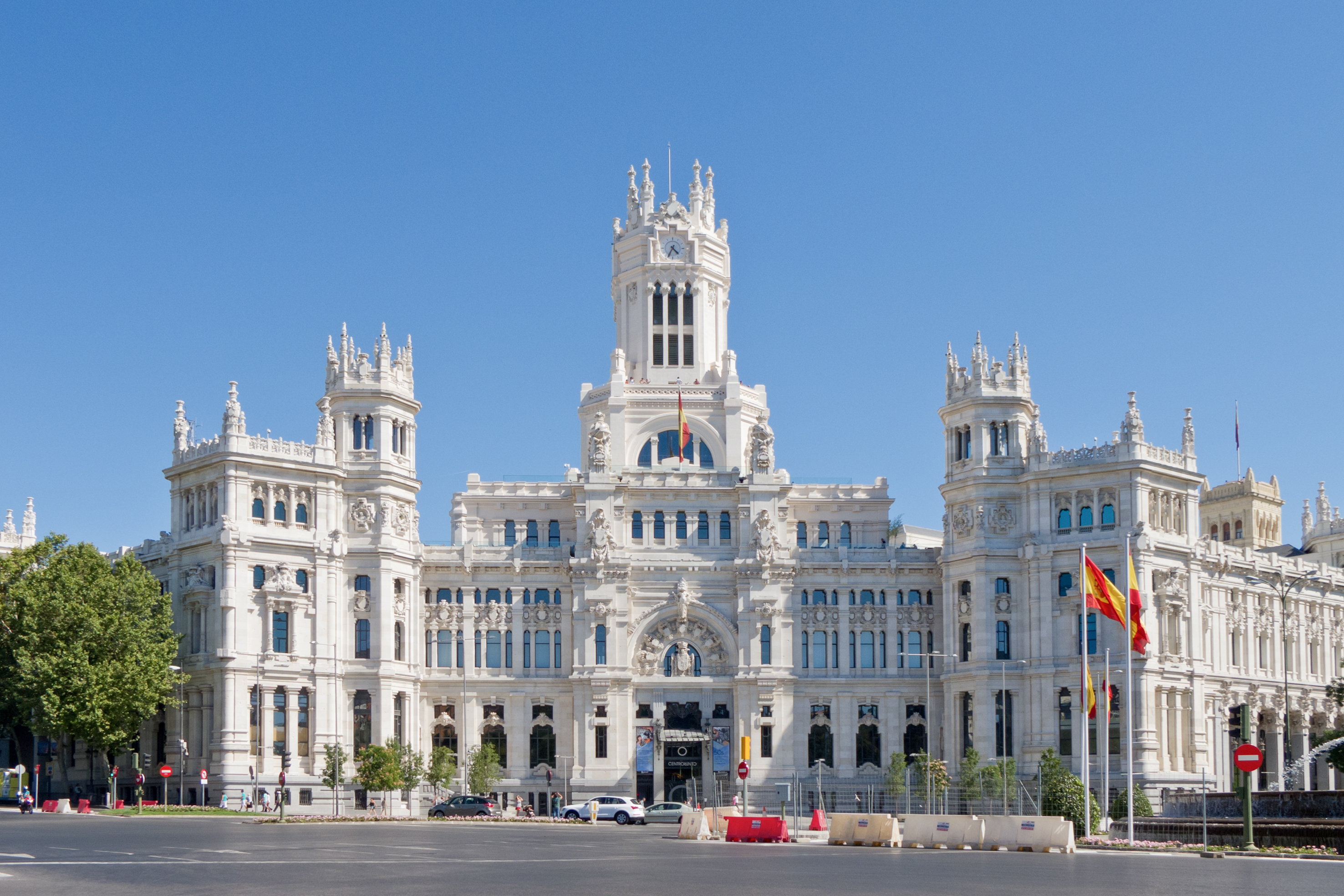
Il Palazzo di Cibele, chiamato fino a qualche anno fa "Palazzo delle Comunicazioni" poiché originariamente destinato a sede delle poste e telecomunicazioni, è oggi sito municipale dell'intera città, centro culturale, nonché sede di rassegne d'arte. Con la sua monumentalità che spicca sulla piazza di cui recentemente ha assunto anch'esso il nome, è diventato icona e simbolo della città, contraddistinguendosi come l'immagine di Madrid nel mondo, per simboleggiare regalità, tradizione e modernità al tempo stesso.

Dopo la morte di Franco, Madrid fu uno dei punti focali della transizione. Nel 1979 si tennero le prime elezioni municipali democratiche vinte dal socialista Enrique Tierno Galván. Durante gli anni ottanta la città si rinnovò sotto tutti gli aspetti. L'austera capitale franchista lasciò il posto ad una città in pieno fermento culturale. La Movida madrileña ne fu un esempio. Ci fu anche un deciso miglioramento nella qualità di vita degli abitanti. Oggi la città continua ad affrontare nuove sfide ed è proiettata verso il futuro.

### Terrorismo
Gli attentati dell'11 marzo 2004, localmente conosciuti come 11-M o M-11, furono una serie di attacchi terroristici di matrice islamica coordinati al sistema di treni locali a Madrid (Spagna), che uccisero 191 persone (177 delle quali morte immediatamente negli attentati) e provocarono 2 057 feriti.

## Società

### Evoluzione demografica
Evoluzione demografica di Madrid dal 1842
Abitanti censiti

Fra il censimento del 1887 ed il precedente il comune cresce in termini perché incorpora La Alameda. Così come cresce tra il censimento del 1950 e il precedente perché incorpora Aravaca, Barajas de Madrid, Canillas, Canillejas, Carabanchel Alto, Carabanchel Bajo, Chamartín de la Rosa, Fuencarral, Hortaleza, El Pardo, Vallecas y Vicálvaro, mentre nel censimento del 1960 ha già incorporato Villaverde.
La popolazione di Madrid ha subito un brusco aumento da quando la città è diventata capitale della Spagna. Questo aumento è stato particolarmente significativo durante il XX secolo, a causa della grande quantità di immigrati, nazionali e, verso la fine del secolo, stranieri, che si sono riversati in città.
A partire dagli anni settanta, la città di Madrid ha cominciato a perdere popolazione, tendenza che si è invertita all'inizio del XXI secolo grazie al forte aumento dell'immigrazione.

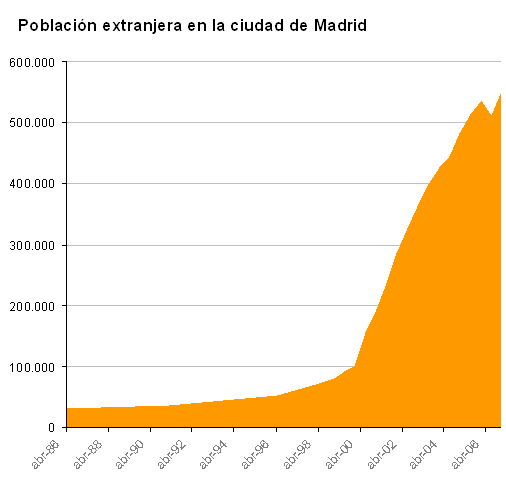
Popolazione straniera a Madrid

Secondo l'istituto di statistica spagnolo nel 2004 Madrid aveva 3 099 834 abitanti, con un aumento di 161 111 unità rispetto all'ultimo censimento nazionale tenutosi nel 2001. Se si considera l'area metropolitana la popolazione arriva a 5 603 285 abitanti.

### Etnie e minoranze straniere
Secondo il censimento del 2008 la popolazione straniera di Madrid è di 547 282 abitanti su un totale di 3 238 191, quindi il 16,9% dell'intera popolazione, rispetto ai circa 35 000 censiti nel 1988. I distretti con maggiore presenza di immigrati sono Usera con il 28,37%, Centro con il 26,87%, Carabanchel con il 22,72% e Tetuán con il 21,54%. Di contro, i distretti con minore presenza di immigrati sono Fuencarral-El Pardo con il 9,27%, Retiro con il 9,64%, Chamartín con l'11,74% e San Blas-Canillejas con il 13,43%.

## Monumenti e luoghi d'interesse

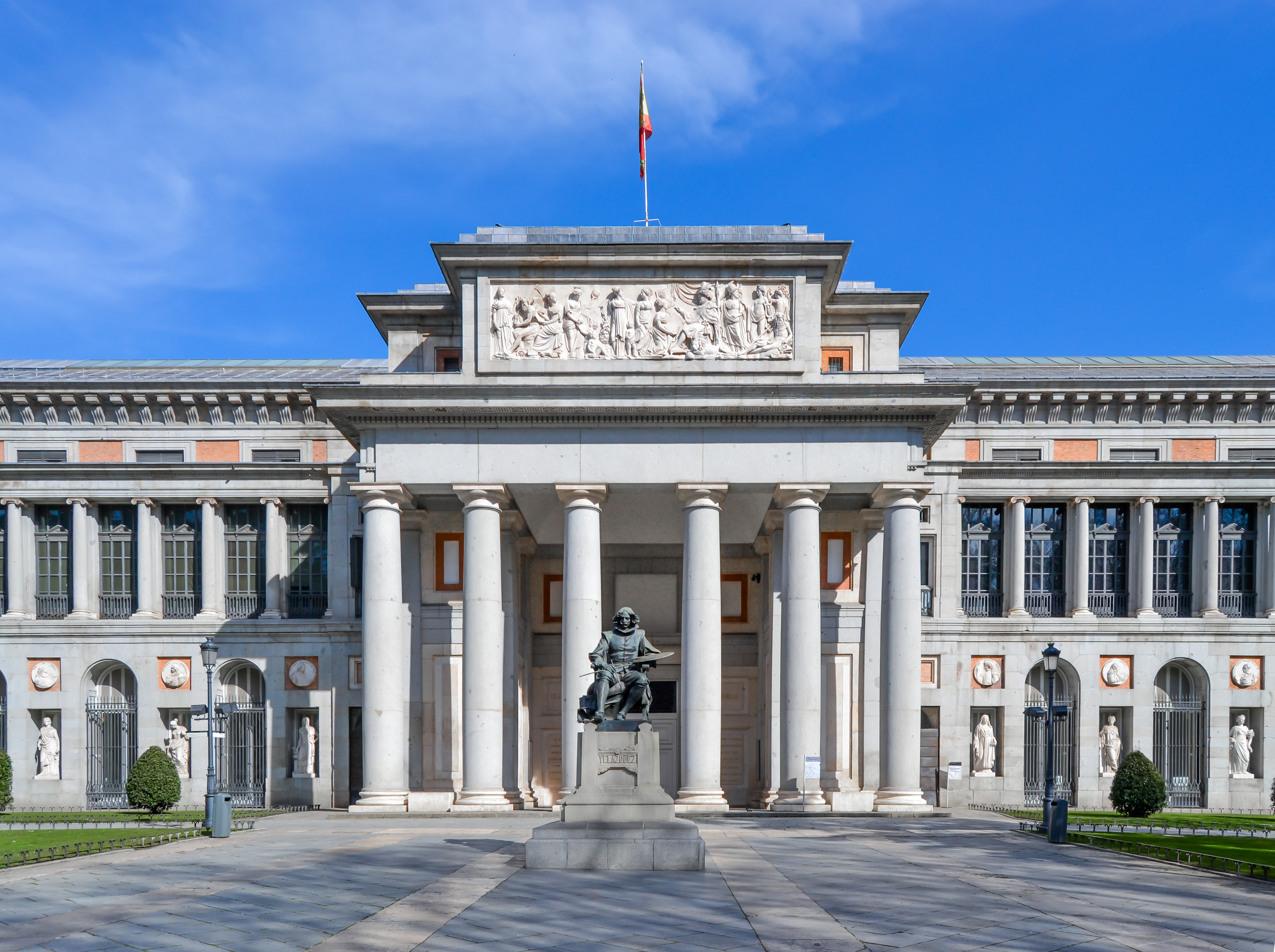
La facciata del Museo del Prado

Tra i luoghi da visitare ricordiamo il Museo del Prado, il Museo Thyssen-Bornemisza, il Centro de Arte Reina Sofía (dove si trova Guernica di Pablo Picasso), il Palacio Real, la Puerta del Sol, in cui è situata la placca del chilometro zero (utilizzata per il calcolo delle distanze nello Stato spagnolo) ed in cui i madrileni si riuniscono ogni fine anno per aspettare il nuovo anno mangiando un chicco di uva per ognuno dei dodici rintocchi della mezzanotte, la vicina Plaza Mayor (in cui tutti i week-end si svolge il mercatino numismatico e, nel periodo natalizio, quello dei presepi), il Parco del Retiro, e nelle vicinanze il Monastero dell'Escorial, Santa Cruz del Valle de los Caídos e le città di Toledo, Segovia, Avila e Aranjuez.
Il nucleo urbano originario situato all'interno delle antiche mura non subì modificazioni significative fino alla metà dell'Ottocento, periodo nel quale si demolirono case e conventi per creare nuove strade e piazze.
All'inizio del Novecento la città conservava comunque ancora buona parte dell'aspetto della vecchia città.
Negli ultimi anni la popolazione è in diminuzione, soprattutto a causa dell'aumento dei prezzi delle case.
Madrid è servita dall'aeroporto internazionale di Barajas e, nonostante abbia una popolazione di circa 3 milioni di abitanti, ha una delle più sviluppate reti di metropolitana del mondo, con dodici linee.

### Luoghi da vedere

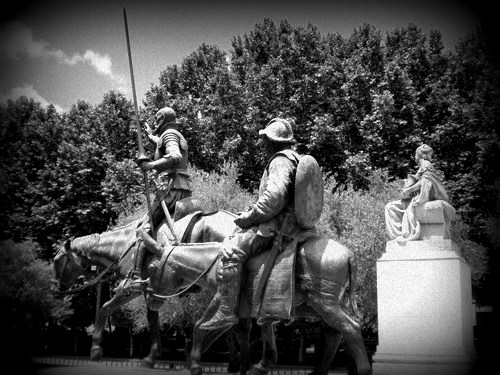
Le statue di Don Chisciotte e Sancho Panza (Plaza de España)

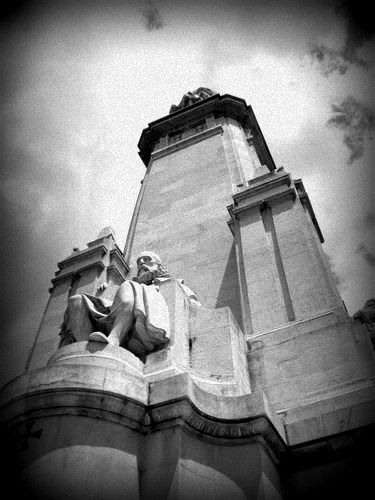
Monumento a Cervantes (Plaza de España)

- Calle MayorLa Cattedrale dell'AlmudenaLa Plaza de la Villa
- La Puerta del Sol
- La Plaza de Oriente

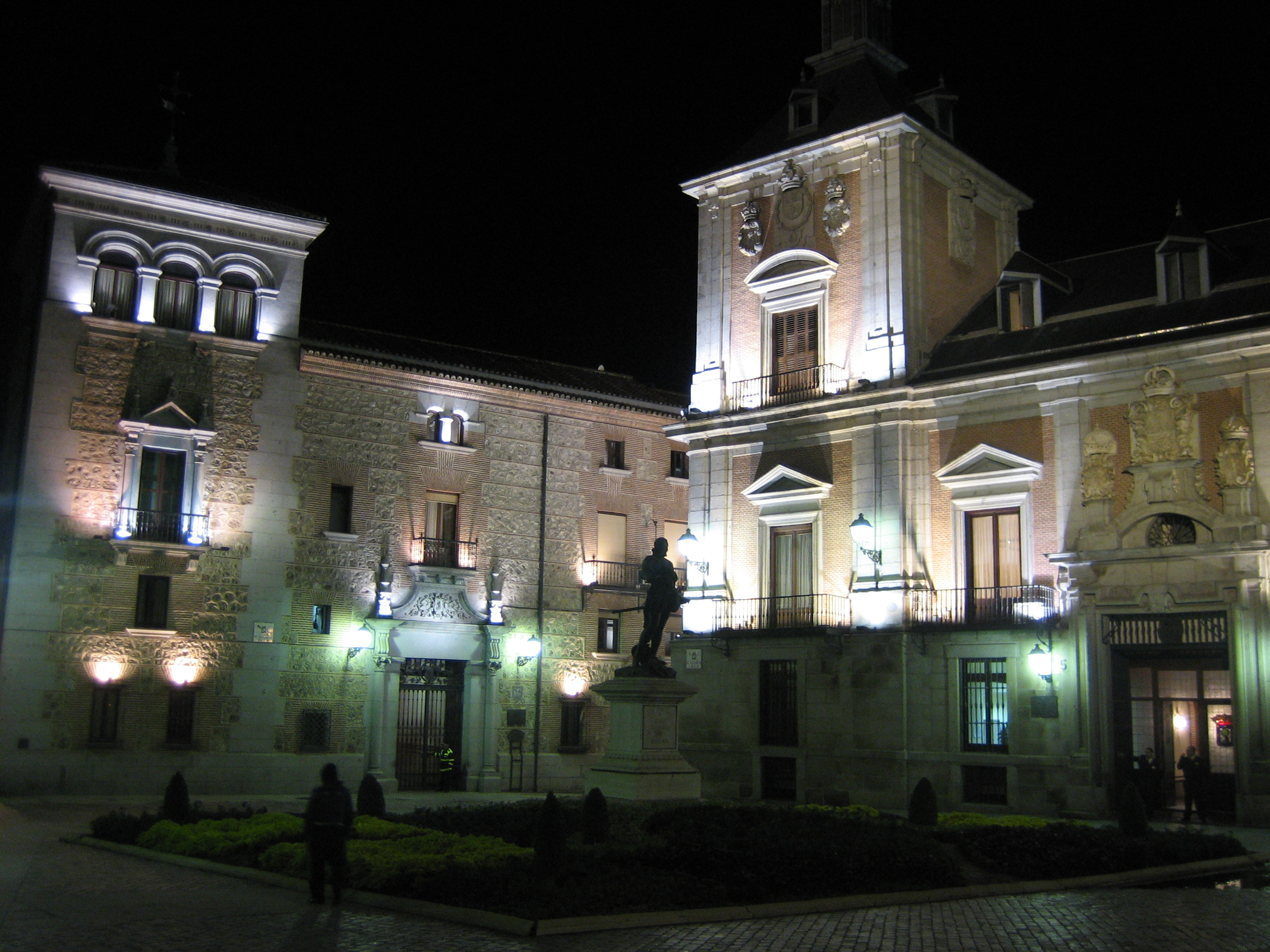
Calle Mayor

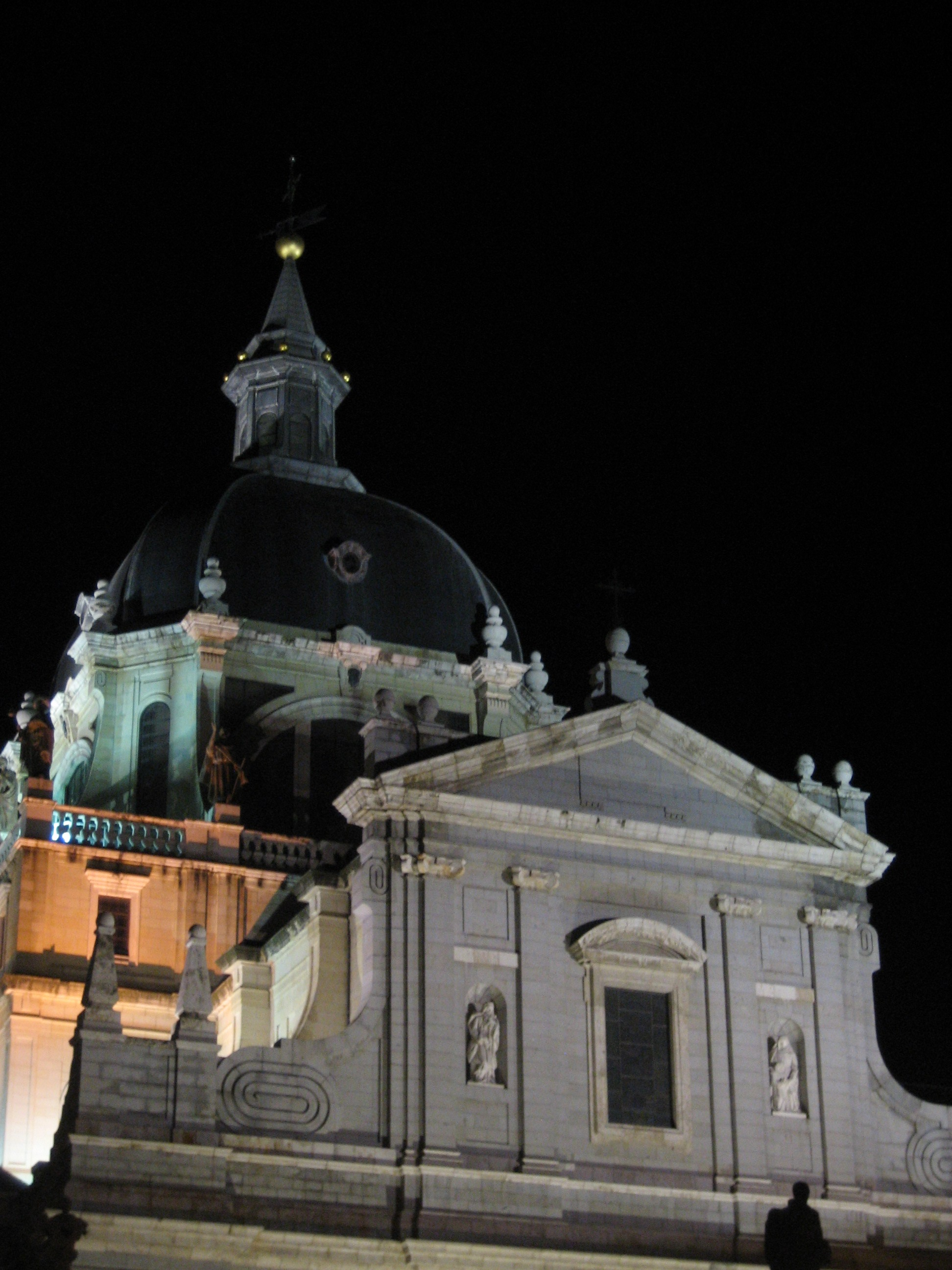
La Cattedrale dell'Almudena

- La Plaza Mayor y Arco de Cuchilleros
- La Plaza de España
- La Plaza de Colón
- Il Paseo del Prado
- La Plaza de Santa Ana
- L'AZCA

### Edifici e monumenti

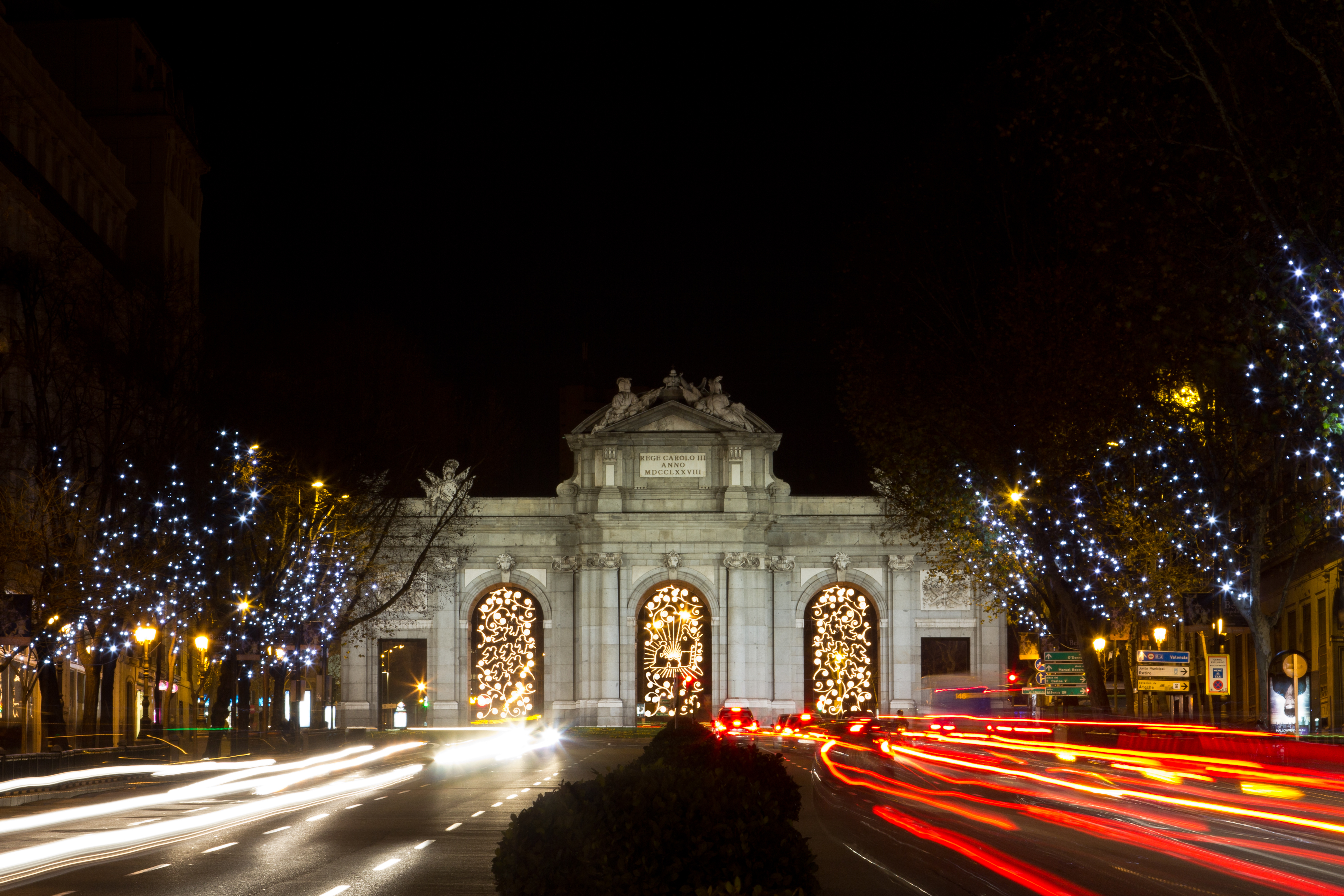
Puerta de Alcalá

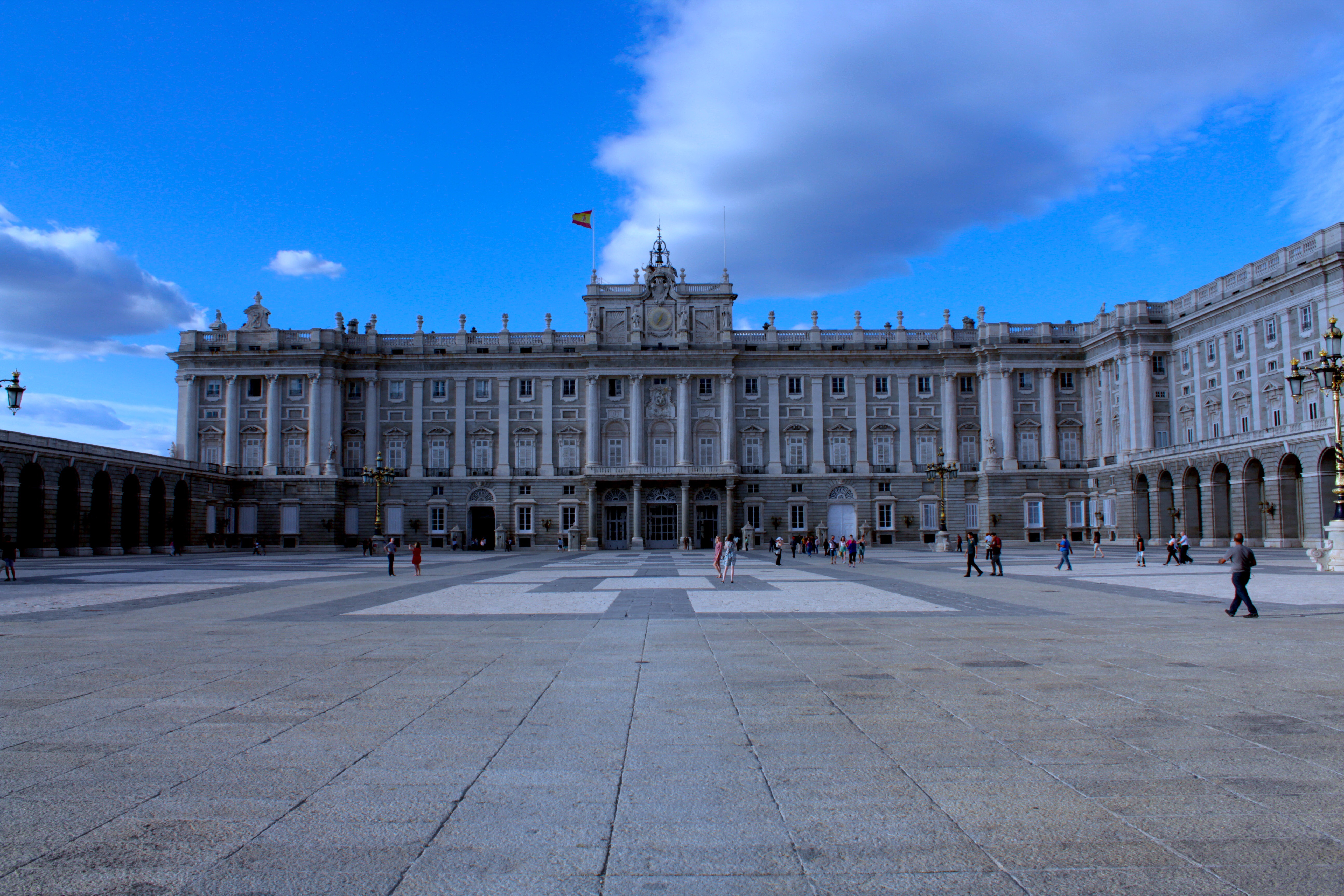
Palacio Real

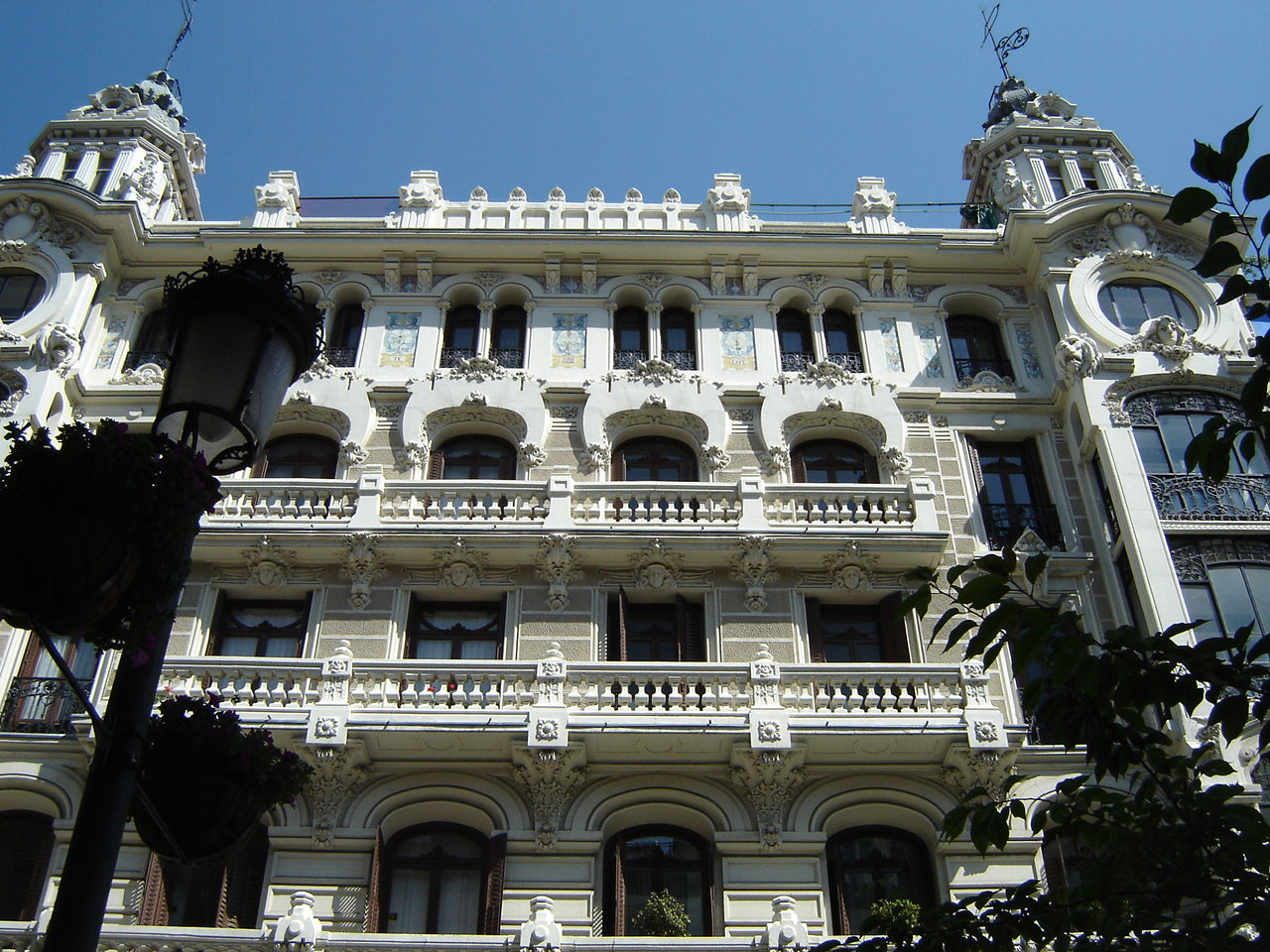
Sede della Compañía Colonial, al n. 46 della Calle Mayor

- Il Palazzo reale di Madrid (Palacio Real de Madrid)
- La cattedrale dell'Almudena
- La Basilica Reale di San Francesco il Grande
- La cattedrale del Sacramento
- L'arena di Las Ventas
- Il tempio di Debod
- La statua dell'Orso e del Corbezzolo
- Il monastero reale dell'Incarnazione (Real Monasterio de la Encarnación)
- Il Monastero delle Descalze Reali (Monasterio de las Descalzas Reales)
- La chiesa di Sant'Antonio degli Alemanni
- Basilica Reale di Nuestra Señora de Atocha
- Palazzo de Allende

Vi sono numerosi palazzi e grattacieli del XX secolo, specialmente nel distretto finanziario:
- La Torrespaña
- La Torre de Madrid
- L'edificio España
- Le Torres Blancas
- La Torre Picasso
- Le Torres Puerta de Europa, anche conosciute come Torres KIO
- La Torre Windsor (distrutta da un incendio il 12 febbraio 2005 e demolita)
- La Torre del Banco di Bilbao

Tra il 2004 e il 2008 è stato edificato il complesso Cuatro Torres Business Area che ospita:
- La Torre Cepsa
- La Torre de Cristal
- La Torre PwC
- La Torre Espacio

### Musei e gallerie
- Il Museo del Prado
- Il Museo Thyssen-Bornemisza
- Il Museo Nacional Centro de Arte Reina Sofía (dove è esposta la famosissima opera Guernica di Pablo Picasso)
- Il Museo archeologico nazionale di Spagna
- Il Monastero de las Descalzas Reales
- Il Monastero de la Encarnación
- Il Museo nacional de ciencias naturales
- Il Museo del ferrocarril di Madrid
- Il Museo de historia de Madrid
- Il Museo Cerralbo
- Il Museo delle cere di Madrid
- Il CaixaForum
- La Real Academia de Bellas Artes de San Fernando
- Il Museo de América
- Il Museo Sorolla
- Il Museo Lázaro Galdiano
- Il Museo Nacional de Artes Decorativas
- Il Museo Cerralbo
- Il Museo Nacional de Antropología

### Zone commerciali
Madrid offre molte aree dal carattere spiccatamente commerciale; esistono inoltre zone riservate a marchi di lusso, come le vie Preciados/Carmen e Serrano/Goya, nonché l'iconica Gran Via.

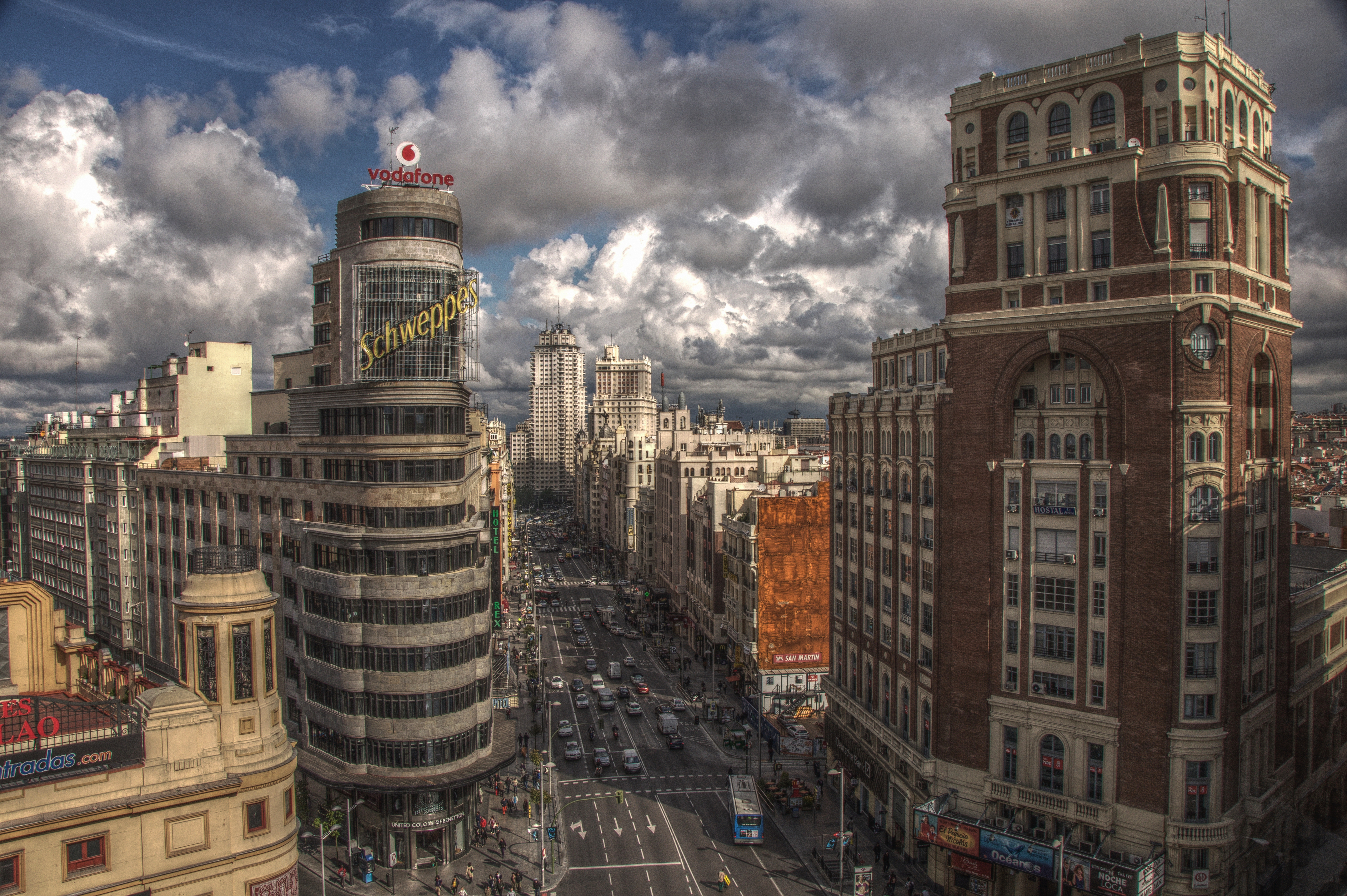
La Gran Via vista da Plaza de Callao

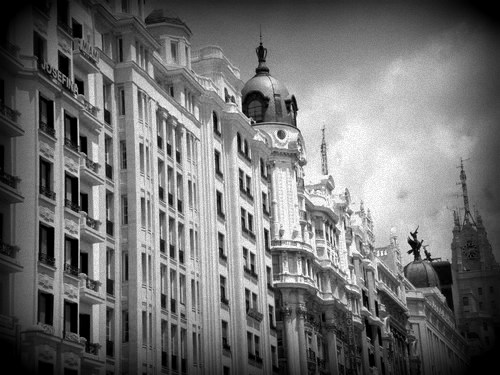
La Gran Via

### Parchi e giardini
- I giardini del Campo del Moro, posti dietro il Palazzo Reale
- I Giardini di Sabatini
- Il Parco del Retiro all'interno del quale si trova il Bosco degli scomparsi e dove ogni domenica, ai piedi del monumento ad Alfonso XII di Spagna, avviene un incontro fra decine di percussionisti madrileni e afro-americani e gruppi di giocolieri
- Il Palacio de Cristal de la Arganzuela
- La Casa de Campo
- Il Parque del Oeste all'interno del quale si trova il Tempio di Debod
- Il Real Jardín Botánico
- Il parco urbano Madrid Río, realizzato nel 2015 con il progetto di recupero naturalistico delle rive del fiume Manzanarre in città

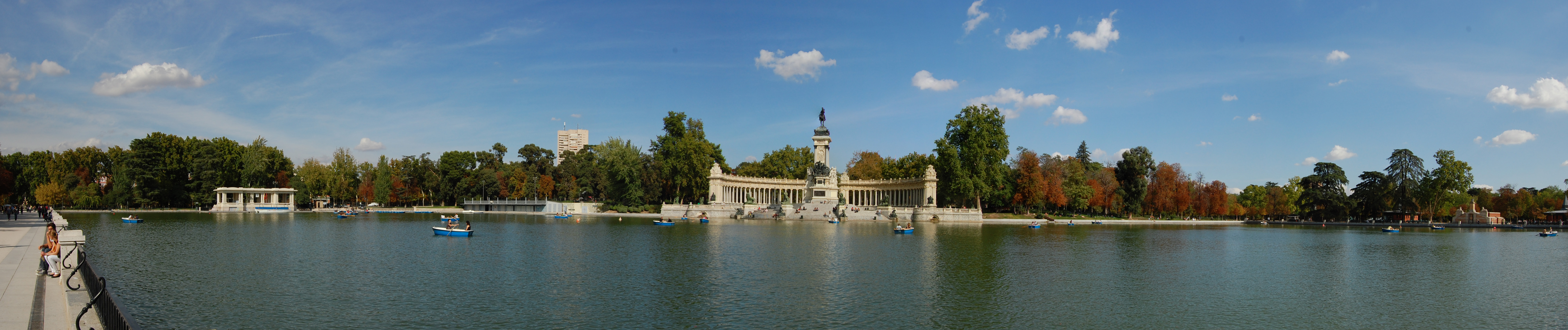
Il laghetto artificiale del Parque del Retiro

## Cultura

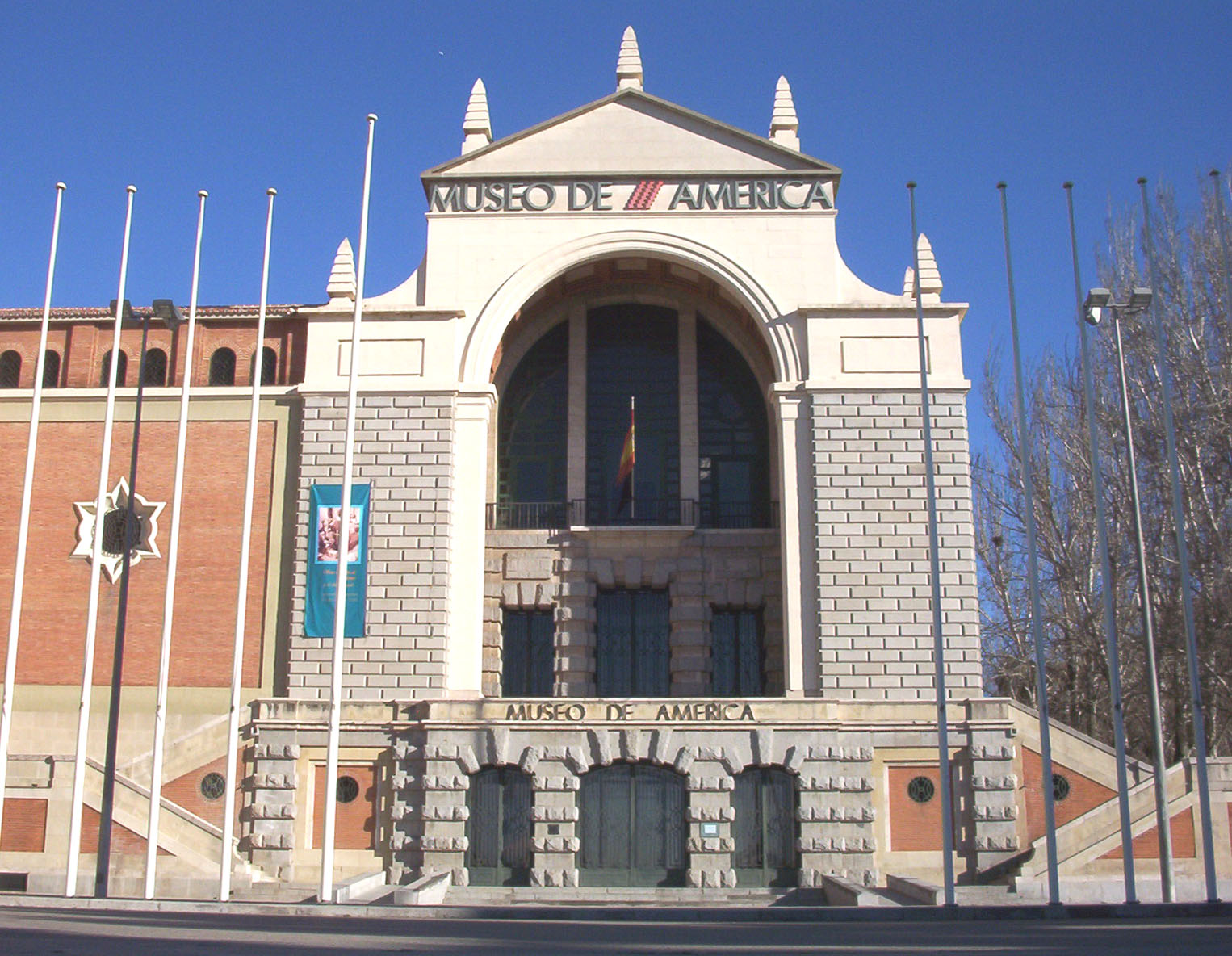
Museo de América

### Istruzione
La Comunità autonoma di Madrid è sede di sei università pubbliche. Di queste, quattro hanno facoltà nell'area metropolitana della città:
- Università Complutense di Madrid (con sede nella Città universitaria di Madrid).
- Università autonoma di Madrid (il suo campus si trova a Cantoblanco).
- Università Politecnica di Madrid (con sede nella Città universitaria di Madrid e altre facoltà nel Campus Sur a Vallecas e nel campus de Montegancedo tra Boadilla del Monte e Pozuelo de Alarcon).
- Università Rey Juan Carlos (che svolge la maggior parte delle sue attività a Móstoles, Alcorcón e Fuenlabrada).

L'istruzione artistica è assicurata dal Real Conservatorio Superior de Música de Madrid e dalla Real Academia de Bellas Artes de San Fernando.
Nei ventun distretti in cui è divisa la città di Madrid ci sono 520 asili (98 pubblici e 422 privati), 235 scuole elementari, 106 istituti secondari, 309 collegi privati e 24 scuole straniere
L'Instituto San Isidro, fondato dai gesuiti nel 1566, è considerato la scuola più antica della Spagna e vi ha studiato una parte importante della classe dirigente e intellettuale del Paese.

### Ricerca
A Madrid ha sede il CSIC e ci sono diverse accademie nazionali come la Real Academia Española, la Real Academia de Bellas Artes de San Fernando e la Real Academia de Ciencias Exactas, Físicas y Naturales.
Nella capitale spagnola hanno sede anche l'Osservatorio reale, l'Observatorio Geofísico Central, e l'Instituto Geográfico Nacional.

### Biblioteche
Nella capitale spagnola, si trova la sede della Biblioteca nazionale di Spagna.

### Teatri e musica
A Madrid hanno sede il Teatro Real (opera) e il Teatro de la Zarzuela (zarzuela).
Le maggiori orchestre sinfoniche in città sono l'Orquesta Nacional de España e l'Orchestra Sinfonica di Madrid.
Fra i teatri di prosa si segnala il Teatro Calderón.

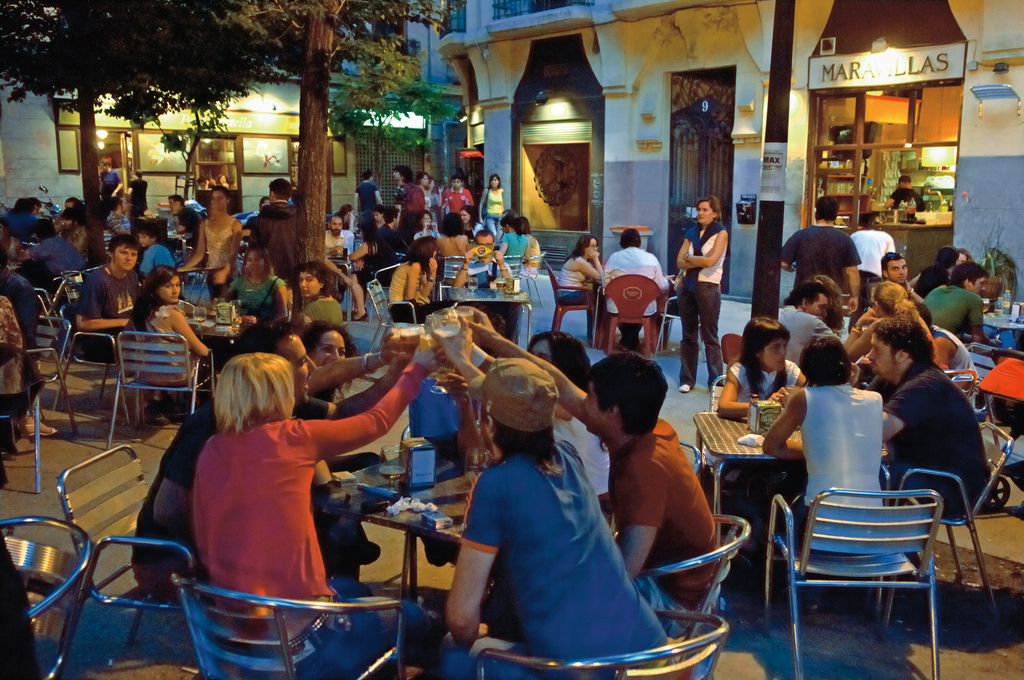
Plaza Dos de Mayo, il luogo di ritrovo preferito per i giovani di Malasaña

### Movida
Madrid è particolarmente conosciuta per la sua vita notturna, o movida madrileña (per la quale si adoperò molto il defunto sindaco Galván), e per le sue discoteche, che sono fiorite ovunque dopo la morte di Francisco Franco. Fino a poco tempo fa, non era strano per i madrileños ballare tutta la notte, fare colazione con chocolate y churros, tornare a casa, farsi una doccia ed andare al lavoro.
Le zone più vitali della città notturna sono sicuramente quelle centrali, intorno alla Puerta del Sol, la piazza di Sant'Anna e la Calle del Arenal che ospita numerose discoteche fra cui il celebre "Joy Eslava" e il Palacio de Gaviria. Ma il tempio del divertimento per eccellenza è il "Kapital", discoteca a sette piani situata nei pressi della stazione di Estación del Arte, nota non solo per le tre differenti piste da ballo, un piano karaoke e diversi bar, ma anche per i fantastici giochi di luce ed effetti speciali che accompagnano la musica. Altra nota discoteca è il "Pachà" in Calle de Barcelò.
Altre zone di interesse sono il quartiere Malasaña, con un pubblico alternativo di giovani, e il quartiere Lavapiés, una zona multietnica. Malasaña è il tipico quartiere del centro di Madrid, dove si trova la celebre Gran Via, autentico cuore della Movida; questa zona è caratterizzata per l’intensa vita notturna: le strade si riempiono di persone dirette ai tanti bar e pub, oppure semplicemente per scorrazzare in giro con i botellón. Piuttosto che grandi discoteche, nella Malasaña vi sono piccoli locali dedicati alla musica live ed in particolare ai generi rock, punk, reggae e ska.
Infine altra zona di movida notturna è il quartiere Chueca, quartiere alla moda, ricco di locali, ristoranti e discoteche gay. La popolazione LGBT vi si è insediata pochi anni fa e ha trasformato il quartiere da una zona degradata ad una zona alla moda. I madrileni affermano che i residenti hanno di gran lunga preferito le piume alle siringhe (tener pluma in spagnolo significa essere effeminato). Sono stati rimodernati numerosi edifici con conseguente aumento dei prezzi. Inoltre, anche grazie alle politiche del governo Zapatero, quali l'allargamento del matrimonio anche a coppie formate da partner dello stesso sesso, Madrid si sta trasformando in un vero polo di attrazione per gay, lesbiche e transgender di tutta Europa. Non sono pochi gli italiani che la scelgono come residenza proprio per questo motivo.

### Feste locali
- il 15 maggio ci sono le feste di sant'Isidoro (San Isidro), patrono di Madrid.
- Il 9 novembre ci sono le feste della Vergine dell'Almudena, patrona di Madrid.
- Il 15 maggio si tengono corride nell'arena monumentale di Las Ventas.

### Cucina
I piatti più famosi della cucina madrilena sono i seguenti:
- Bocadillo de calamares (panino con i calamari)
- Cocido madrileño
- Callos a la madrileña
- Sopa de ajo
- Rosquillas tontas y listas
- Casquería
- Huesos de santo
- Torrijas madrileñas
- Churros
- Paella

## Geografia antropica

### Suddivisioni amministrative

Distretti di Madrid.

La municipalità di Madrid, gestita in maniera centralizzata dall'Ayuntamiento de Madrid, è ripartita amministrativamente in 21 distretti i quali non godono di personalità giuridica e non hanno reali poteri di governo, limitandosi ad una funzione consultiva. La suddivisione dei distretti in barrios (quartieri) ha unicamente un carattere statistico:
1. Centro: Palacio, Embajadores, Cortes, Justicia, Universidad, Sol.
2. Arganzuela: Imperial, Acacias, Chopera, Legazpi, Delicias, Moguer, Atocha.
3. Retiro: Pacífico, Adelfas, La Estrella, Ibiza, Los Jerónimos, Niño Jesús.
4. Salamanca: Recoletos, Goya, Fuente del Berro, Guindalera, Lista, Castellana.
5. Chamartín: El Viso, Prosperidad, Ciudad Jardín, Hispanoamérica, Nueva España, Pza. Castilla.
6. Tetuán: Bellas Vistas, Cuatro Caminos, Castillejos, Almenara, Valdeacederas, Berruguete.
7. Chamberí: Gaztambide, Arapiles, Trafalgar, Almagro, Vallehermoso, Ríos Rosas.
8. Fuencarral-El Pardo: El Pardo, Fuentelarreina, Peñagrande, Barrio del Pilar, La Paz, Valverde, Mirasierra, El Goloso.
9. Moncloa-Aravaca: Casa de Campo, Argüelles, Ciudad Universitaria, Valdezarza, Valdemarín, El Plantío, Aravaca.
10. Latina: Los Cármenes, Puerta del Ángel, Lucero, Aluche, Las Águilas, Campamento, Cuatro Vientos.
11. Carabanchel: Comillas, Opañel, San Isidro, Vista Alegre, Puerta Bonita, Buenavista, Abrantes.
12. Usera: Orcasitas, Orcasur, San Fermín, Almendrales, Moscardó, Zofio, Pradolongo.
13. Puente de Vallecas: Entrevías, San Diego, Palomeras Bajas, Palomeras Sureste, Portazgo, Numancia.
14. Moratalaz: Pavones, Horcajo, Marroquina, Media Legua, Fontarrón, Vinateros.
15. Ciudad Lineal: Ventas, Pueblo Nuevo, Quintana, La Concepción, San Pascual, San Juan Bautista, Colina, Atalaya, Costillares.
16. Hortaleza: Palomas, Valdefuentes, Canillas, Pinar del Rey, Apóstol Santiago, Piovera.
17. Villaverde: San Andrés, San Cristóbal, Butarque, Los Rosales, Los Ángeles
18. Villa de Vallecas: Casco Histórico de Vallecas, Santa Eugenia
19. Vicálvaro: Casco Histórico de Vicálvaro, Ambroz
20. San Blas-Canillejas: Simancas, Hellín, Amposta, Arcos, Rosas, Rejas, Canillejas,
21. Barajas: Alameda de Osuna, Aeropuerto, Casco Histórico de Barajas, Timón, Corralejos

## Economia

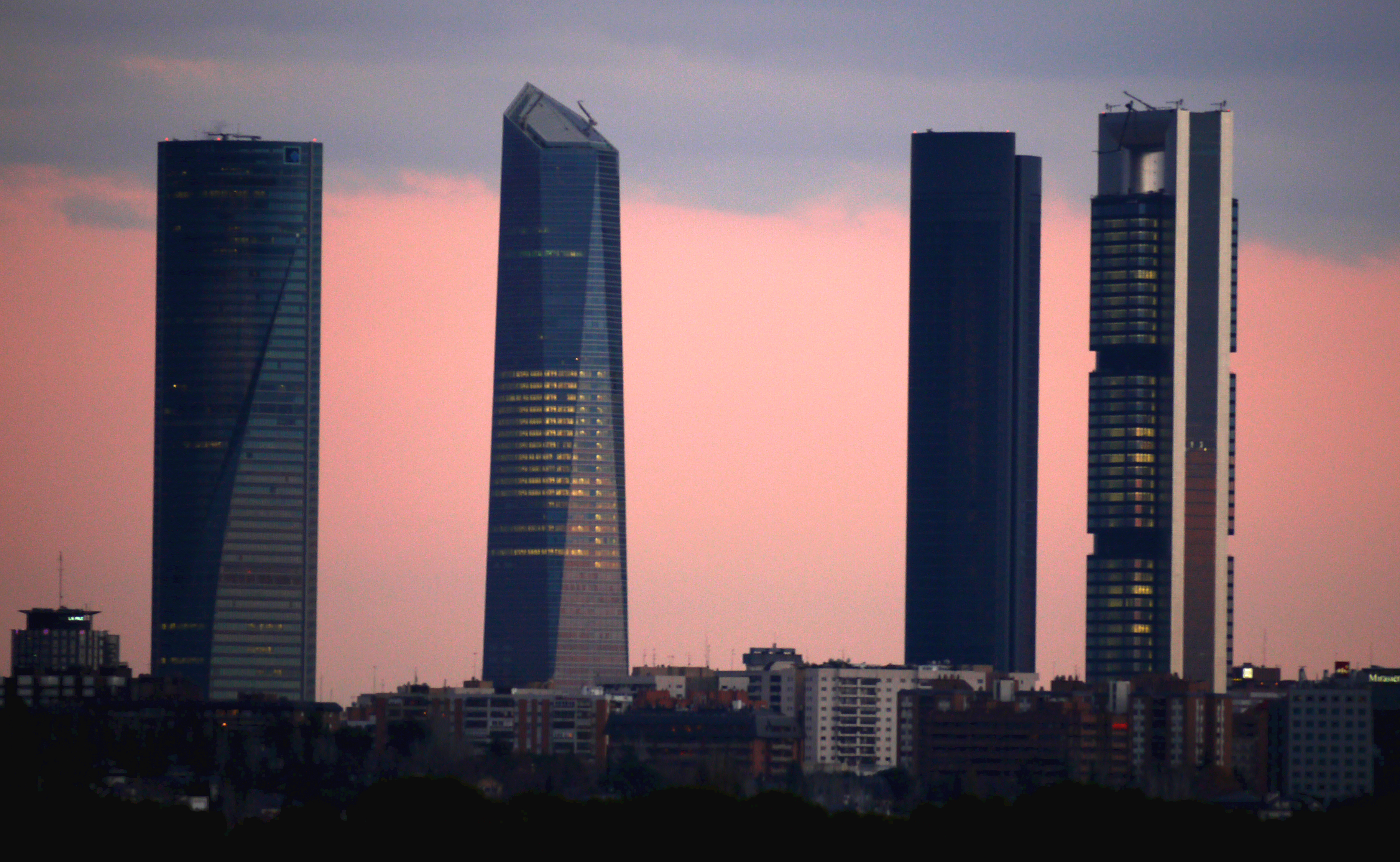
Cuatro Torres Business Area

Madrid ha conosciuto un grande sviluppo economico da quando fu scelta come capitale del regno alla metà del XVI secolo. Alla funzione amministrativa che svolse in quel periodo, accentuata dal carattere centralista del governo dei Borbone, si unì un grande sviluppo industriale a partire dalla metà del XX secolo, soprattutto nei settori chimico e metallurgico e altri settori connessi con i consumi urbani di tecnologie avanzate, come la meccanica di precisione, l'elettronica e la chimica farmaceutica.
Negli ultimi anni, alle tradizionali attività amministrative e finanziarie si sono unite altre attività legate al turismo, alla cultura ed al divertimento; il culmine di ciò si ebbe quando Madrid venne nominata capitale europea della cultura. È al 4º posto tra le città più visitate d’Europa.
Di grande importanza anche il mercato all'aria aperta di El Rastro.

## Infrastrutture e trasporti

### Strade

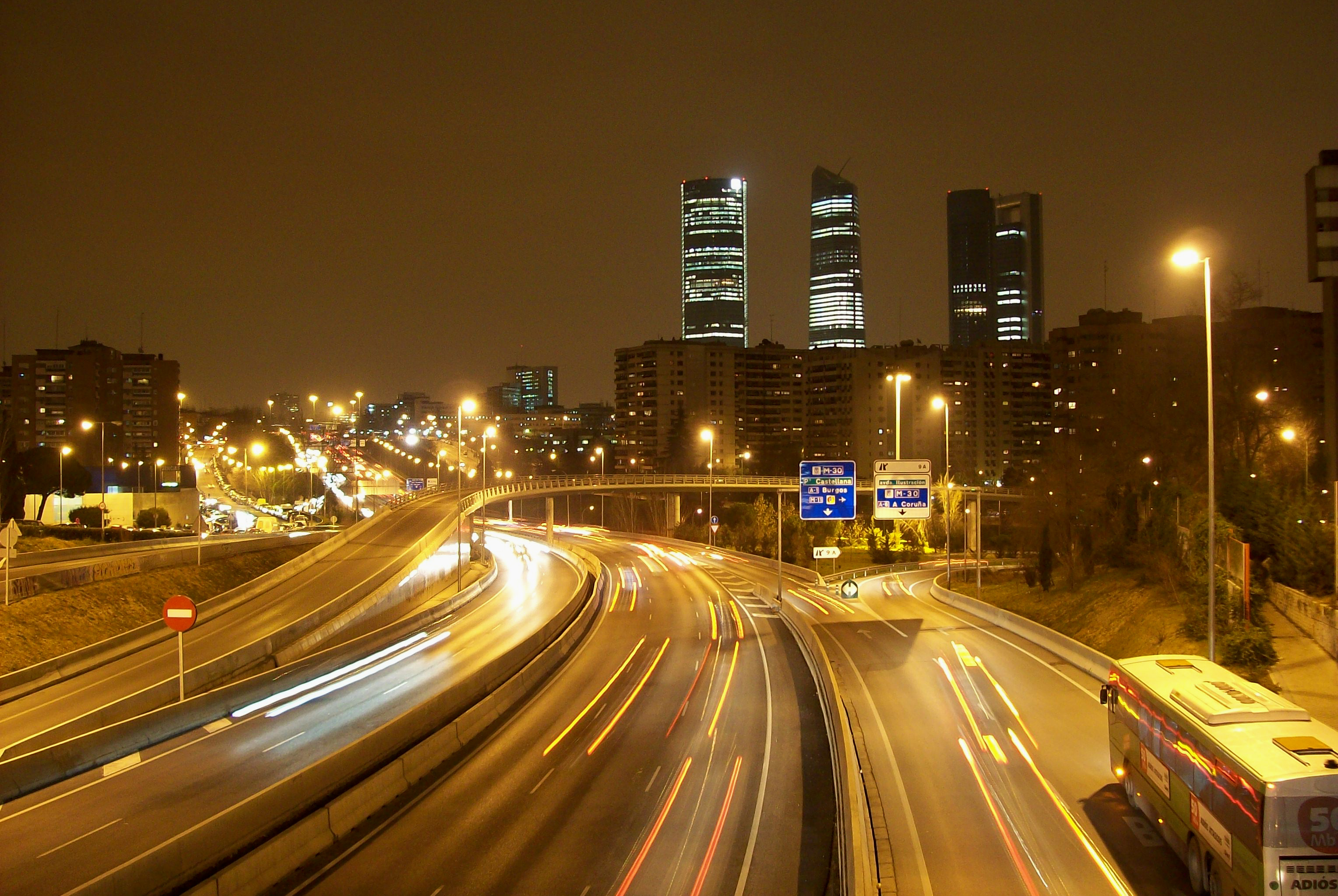
Tratto nord della M-30

Madrid ha una serie di tangenziali a forma di anello:
- M-30, tangenziale all'interno del comune di Madrid, lunga 32,5 km, ad una distanza media di 5,17 km da Puerta del Sol.
- M-40, tangenziale lunga 62 km, ad una distanza media di 10,07 km da Puerta del Sol.
- M-45, tangenziale costruita tra la M-40 e M-50.
- M-50, tangenziale lunga 85 km, ad una distanza media di 13,5 km da Puerta del Sol.

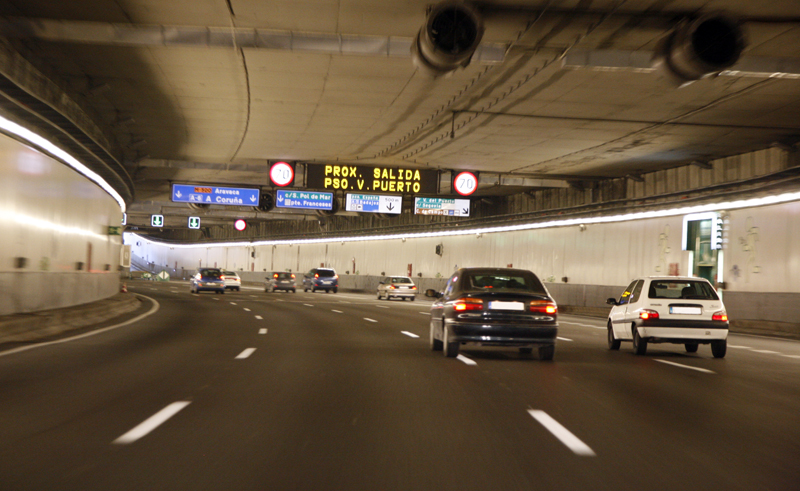
Tangenziale sottoterra di Madrid M-30

Vi sono anche 9 autostrade radiali che partono da Madrid:
| Identificativo | Itinerario                                                                                |
| -------------- | ----------------------------------------------------------------------------------------- |
| A-1            | Madrid–Aranda de Duero–Burgos–Miranda de Ebro–Vitoria–San Sebastián–Irun–confine francese |
| A-2            | Madrid–Saragozza–Lleida–Barcellona–Gerona–confine francese                                |
| A-3            | Madrid–Valencia                                                                           |
| A-4            | Madrid–Cordova–Siviglia–Cadice                                                            |
| A-5            | Madrid–Talavera de la Reina–Trujillo–Mérida–Badajoz–Lisbona                               |
| A-6            | Madrid–Medina del Campo–Benavente–Ponferrada–Lugo–La Coruña                               |
| A-31           | Madrid–Albacete–Alicante                                                                  |
| A-42           | Madrid–Illescas–Toledo                                                                    |
| M-607          | Madrid–Tres Cantos–Colmenar Viejo                                                         |

### Ferrovie
Posta al centro della Penisola iberica, Madrid è anche il principale nodo ferroviario della Spagna, collegata mediante le linee ad alta velocità alle città più importanti, come Barcellona e Siviglia.
Le stazioni principali sono Atocha e Chamartín, da cui partono sia treni di alta velocità (AVE) che Intercity verso tutti i capoluoghi della Spagna.

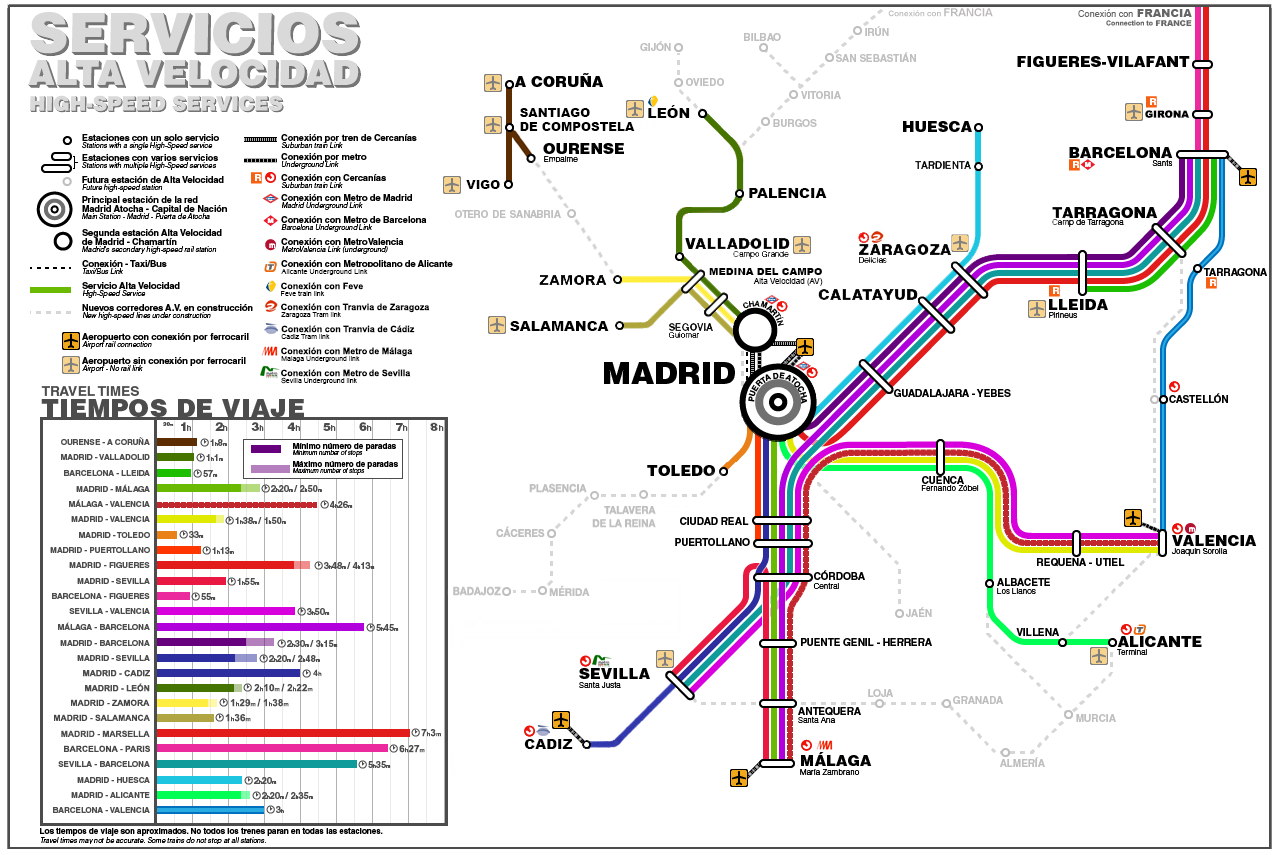
Linee alta velocità Spagna.
Linee alta velocità Europa.

### Aeroporti

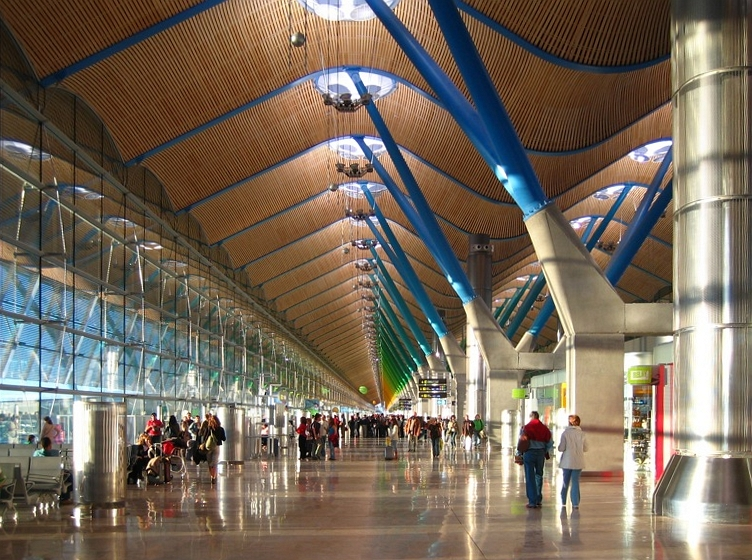
Aeroporto di Madrid-Barajas, terminal 4

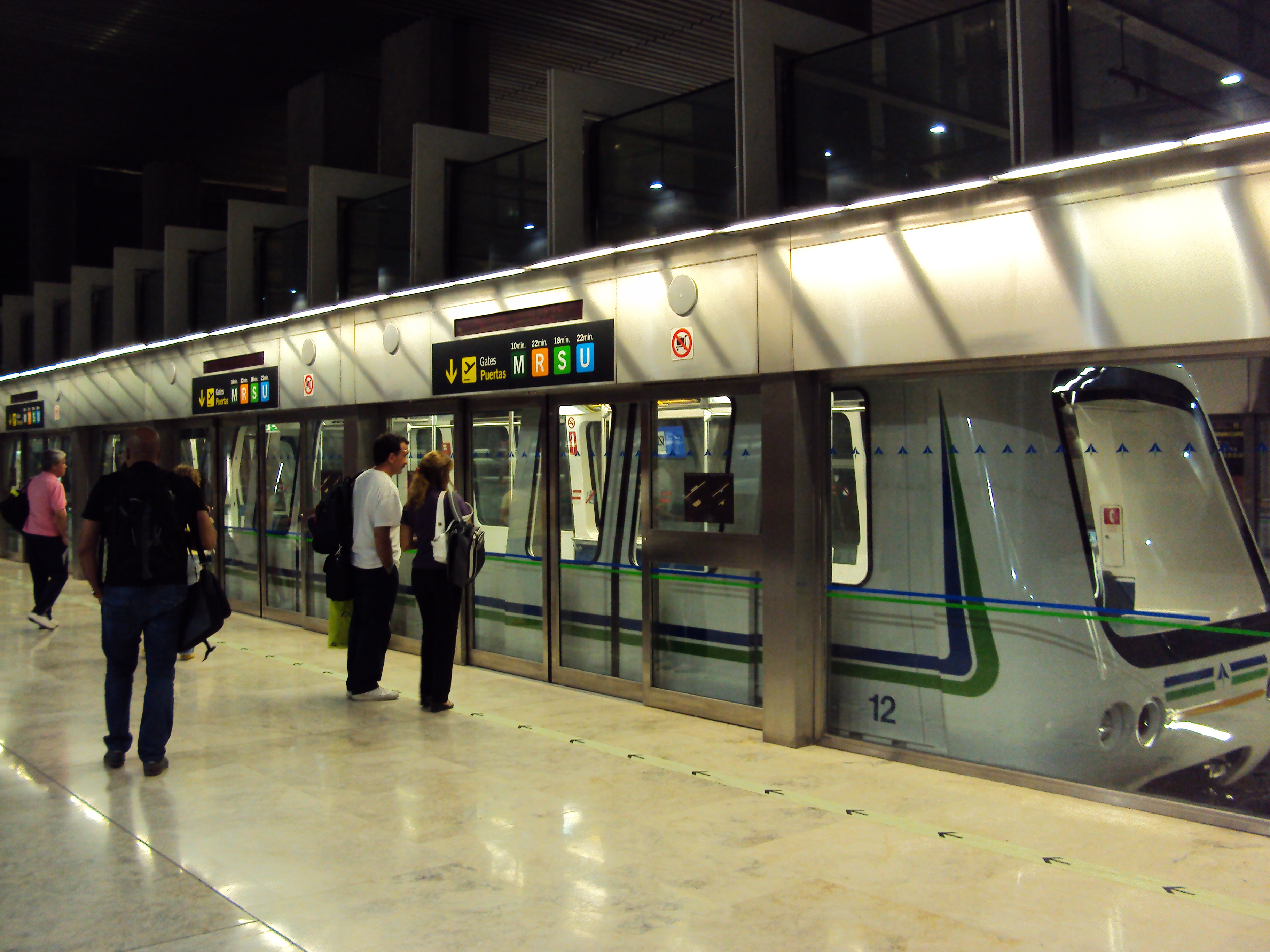
People mover "APM" nell'aeroporto di Madrid

La città è servita da tre aeroporti:
- Aeroporto Adolfo Suárez, Madrid-Barajas, più noto semplicemente come Barajas, con oltre 46 milioni di passeggeri nel 2015, è l'aeroporto più importante della Spagna e quello europeo con più voli verso l'America Latina.
- Aeroporto di Madrid-Cuatro Vientos.
- Base aerea di Torrejón.

### Mobilità urbana
Madrid è servita da diverse reti di trasporto pubblico complementari che presentano molte stazioni intermodali.

#### Metropolitana

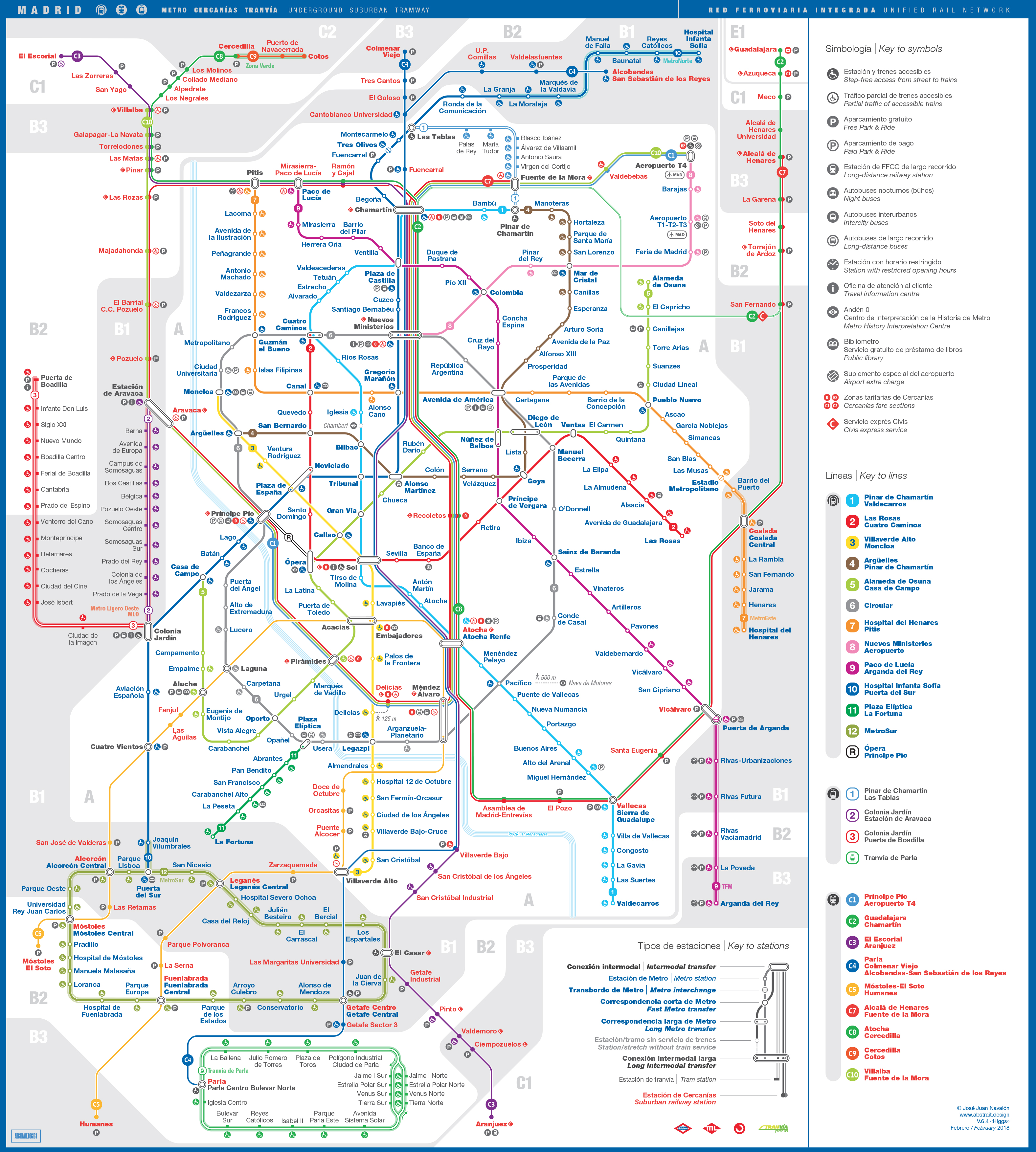
Mappa schematica della rete di Cercanias, metropolitana e metropolitana leggera.

Mappa schematica della metropolitana.

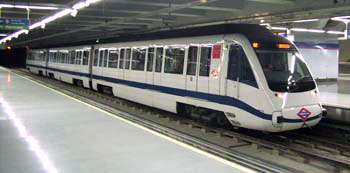
Un convoglio della metropolitana.

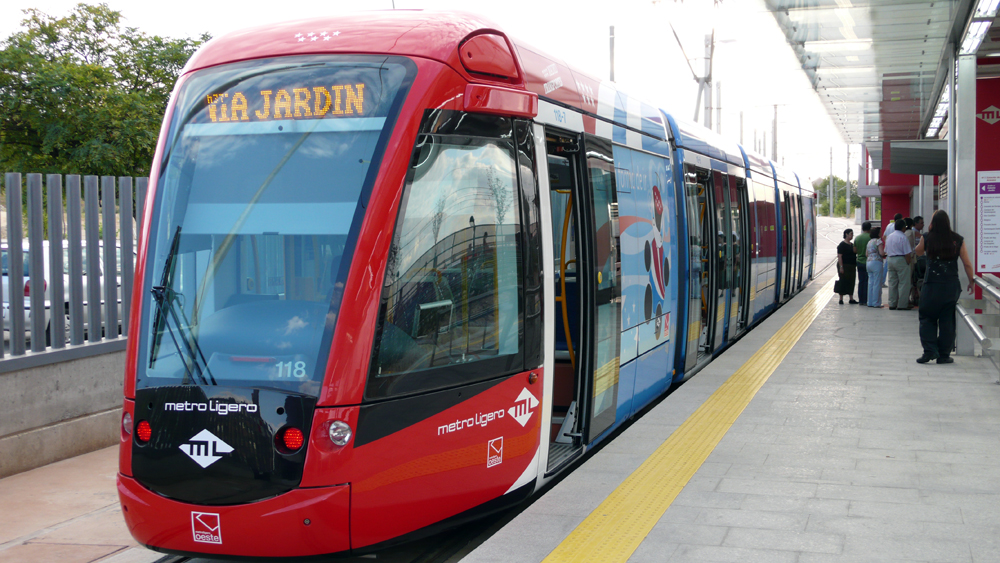
Un convoglio della metropolitana leggera.

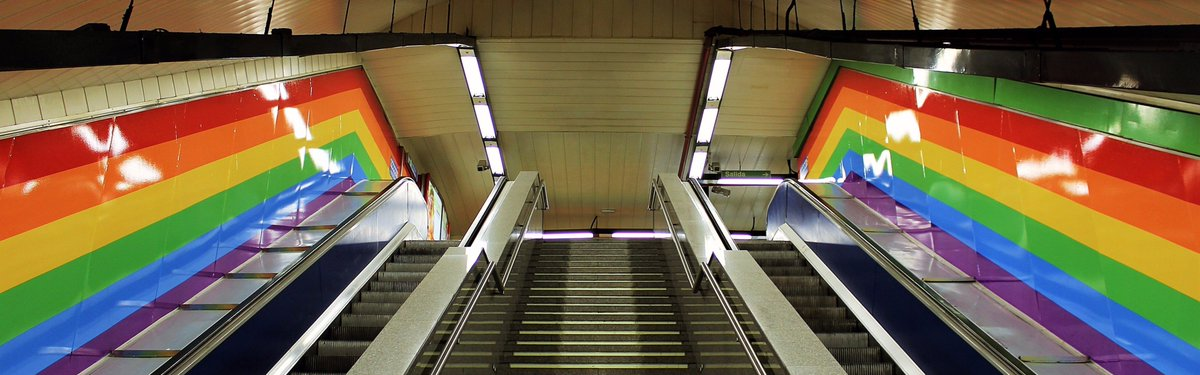
Stazione di metro del quartiere di Chueca.

La metropolitana di Madrid è la terza rete metropolitana più lunga in Europa, dopo quelle di Londra e Mosca, con una lunghezza di 294 km.
È composta da 12 linee principali, un collegamento (Ramal) tra le stazioni Ópera e Príncipe Pío e 3 linee tranviarie che prendono il nome di Metro ligero.
| Linea                                | Percorso                                | Lunghezza | Stazioni | Piattaforme |
| ------------------------------------ | --------------------------------------- | --------- | -------- | ----------- |
|                                      | Pinar de Chamartín – Valdecarros        | 23,876 km | 33       | 90 m        |
|                                      | Las Rosas – Cuatro Caminos              | 12,031 km | 20       | 60 m        |
|                                      | Villaverde Alto – Moncloa               | 16,424 km | 18       | 90 m        |
|                                      | Argüelles – Pinar de Chamartín          | 16 km     | 23       | 60 m        |
|                                      | Alameda de Osuna – Casa de Campo        | 23,217 km | 32       | 90 m        |
|                                      | Circolare                               | 23,5 km   | 28       | 115 m       |
|                                      | Hospital del Henares – Pitis            | 30,919 km | 30       | 115 m       |
|                                      | Nuevos Ministerios – Aeropuerto T4      | 16,467 km | 8        | 115 m       |
|                                      | Arganda del Rey – Paco de Lucía         | 39,5 km   | 29       | 115 m       |
|                                      | Hospital Infanta Sofía – Puerta del Sur | 36,514 km | 31       | 115 m       |
|                                      | Plaza Elíptica – La Fortuna             | 8,5 km    | 7        | 115 m       |
|                                      | Circolare                               | 40,96 km  | 28       | 115 m       |
|                                      | Ópera – Príncipe Pío                    | 1,1 km    | 2        | 60 m        |
| TOTALE (linee metropolitana)         | TOTALE (linee metropolitana)            | 294 km    | 288      | —           |
|                                      | Pinar de Chamartín – Las Tablas         | 5,395 km  | 9        | 45 m        |
|                                      | Colonia Jardín – Stazione di Aravaca    | 8,680 km  | 13       | 45 m        |
|                                      | Colonia Jardín – Puerta de Boadilla     | 13,699 km | 16       | 45 m        |
|                                      | Tranvia di Parla                        | 8,3 km    | 15       | 45 m        |
| Totale (linee metropolitana leggera) | Totale (linee metropolitana leggera)    | 36,074 km | 38       | —           |
| Totale                               | Totale                                  | 330 km    | 326      | —           |

#### Cercanías

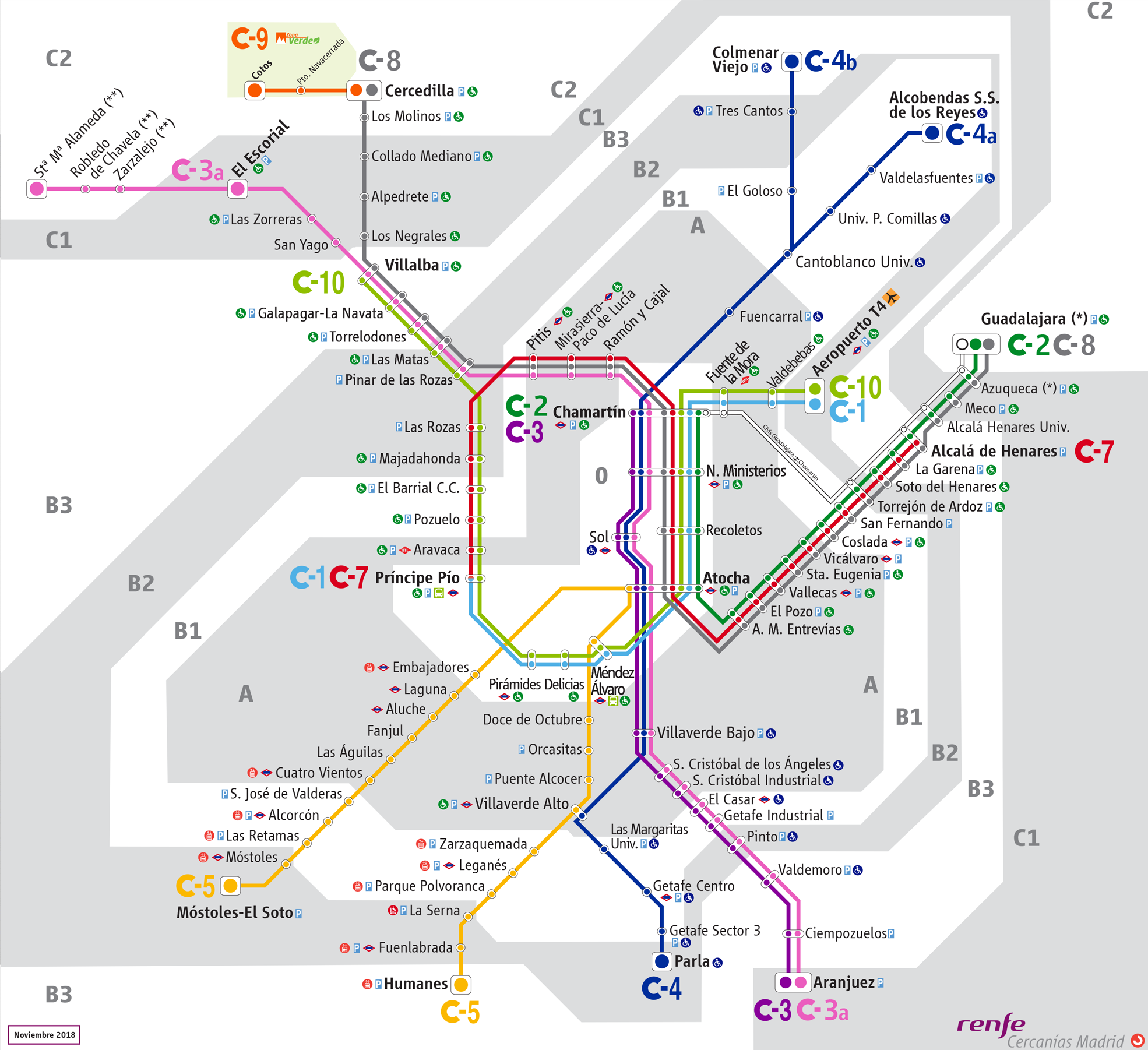
Mappa schematica della rete di Cercanías.

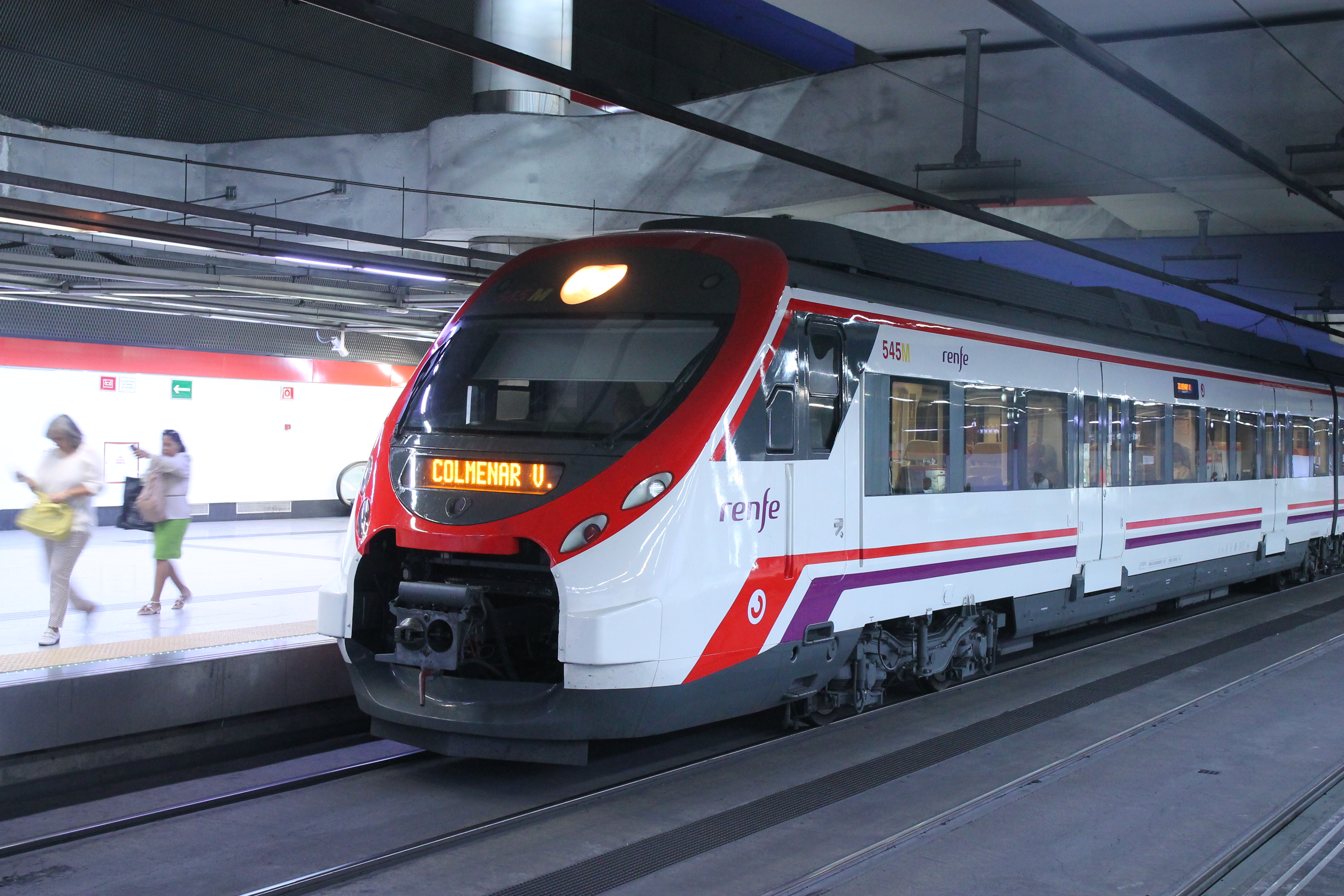
Un convoglio di Cercanías.

La rete di Cercanías collega la città di Madrid alla sua area metropolitana, ai principali comuni della comunità autonoma di Madrid e ad alcuni comuni delle province di Guadalajara e Segovia.
È costituita da dieci linee per un totale di 578 km e più di 90 stazioni.
| Linea     | Percorso                                        | km  | Stazioni | Servizio CIVIS          |
| --------- | ----------------------------------------------- | --- | -------- | ----------------------- |
| Linea C1  | Príncipe Pío – Aeropuerto T4                    | 24  | 11       |                         |
| Linea C2  | Guadalajara – Chamartín                         | 65  | 19       | Guadalajara – Chamartín |
| Linea C3  | Aranjuez – Chamartín                            | 106 | 27       | Aranjuez – Chamartín    |
| Linea C3a | Aranjuez – El Escorial – St.ª M.ª de la Alameda | 106 | 27       | El Escorial – Chamartín |
| Linea C4  | Parla – Alcobendas-S. S. de los Reyes           | 48  | 15       |                         |
| Linea C4  | Parla – Colmenar Viejo                          | 48  | 15       |                         |
| Linea C5  | Móstoles-El Soto – Humanes                      | 45  | 23       |                         |
| Linea C7  | Alcalá de Henares – Príncipe Pío                | 82  | 24       |                         |
| Linea C8  | Guadalajara – Cercedilla                        | 135 | 32       |                         |
| Linea C9  | Cercedilla – Cotos                              | 18  | 3        |                         |
| Linea C10 | Villalba – Aeropuerto T4                        | 55  | 21       |                         |

#### Autobus
Madrid è servita da una fitta rete di autobus urbani (di colore blu), interurbani (di colore verde) e speciali (di colore giallo). La rete è gestita dalla Empresa Municipal de Transportes de Madrid, anche conosciuta come EMT, ed è operativa 24 ore al giorno tutti i giorni dell'anno.

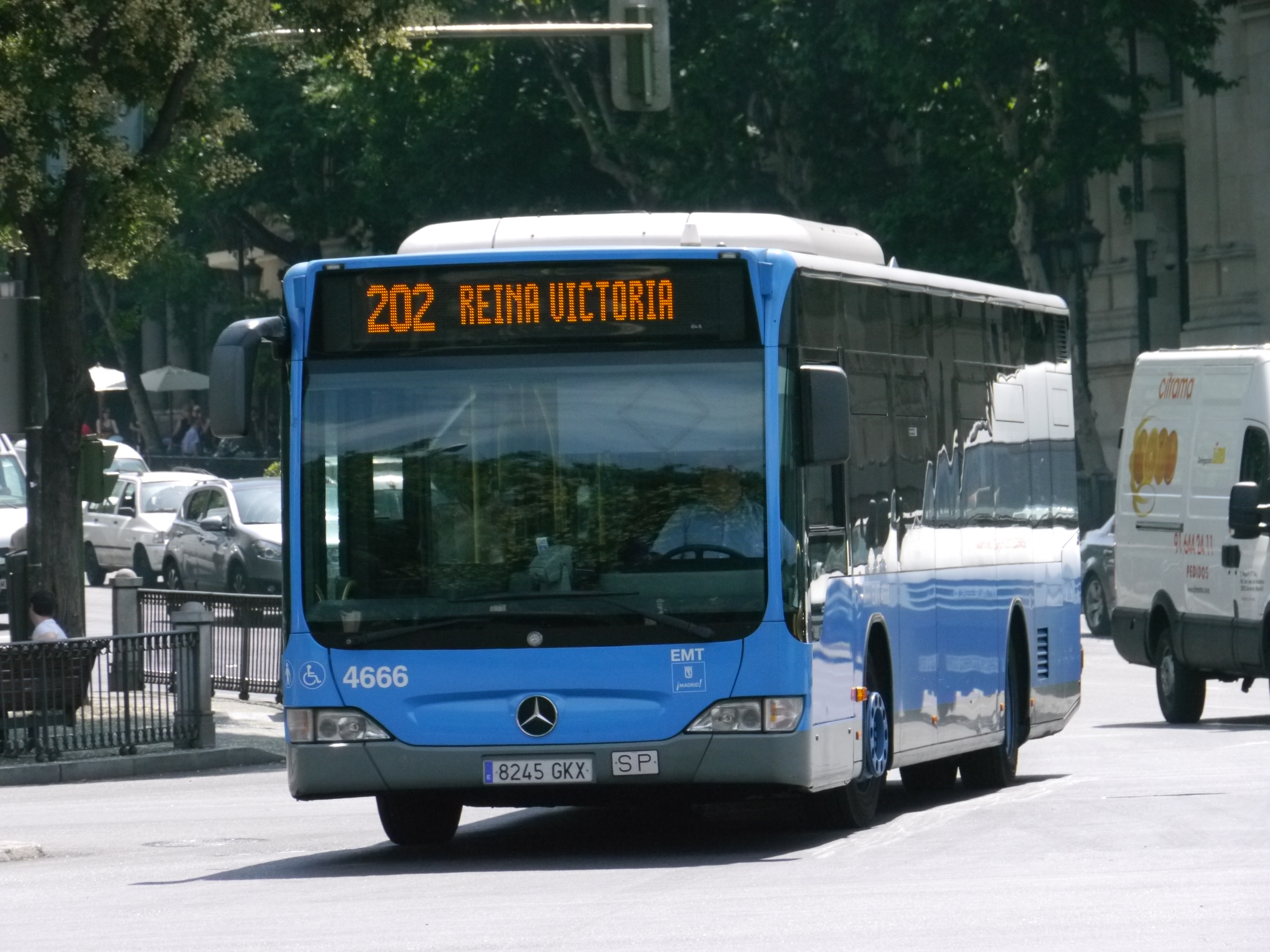
Bus urbano
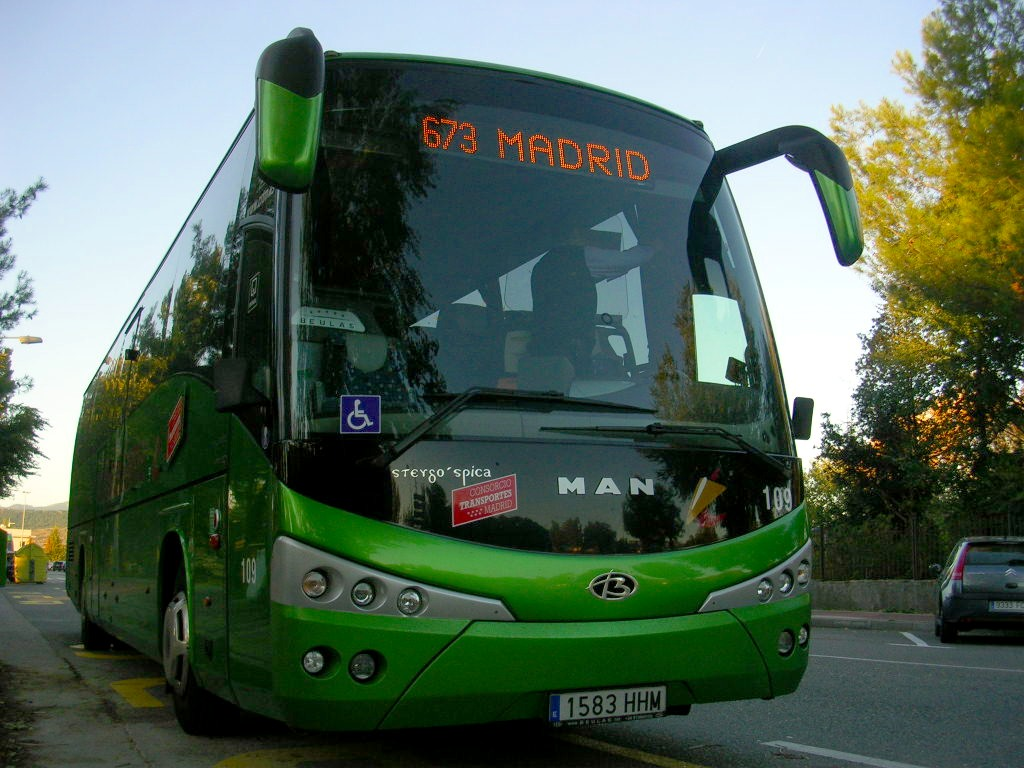
Bus extraurbano
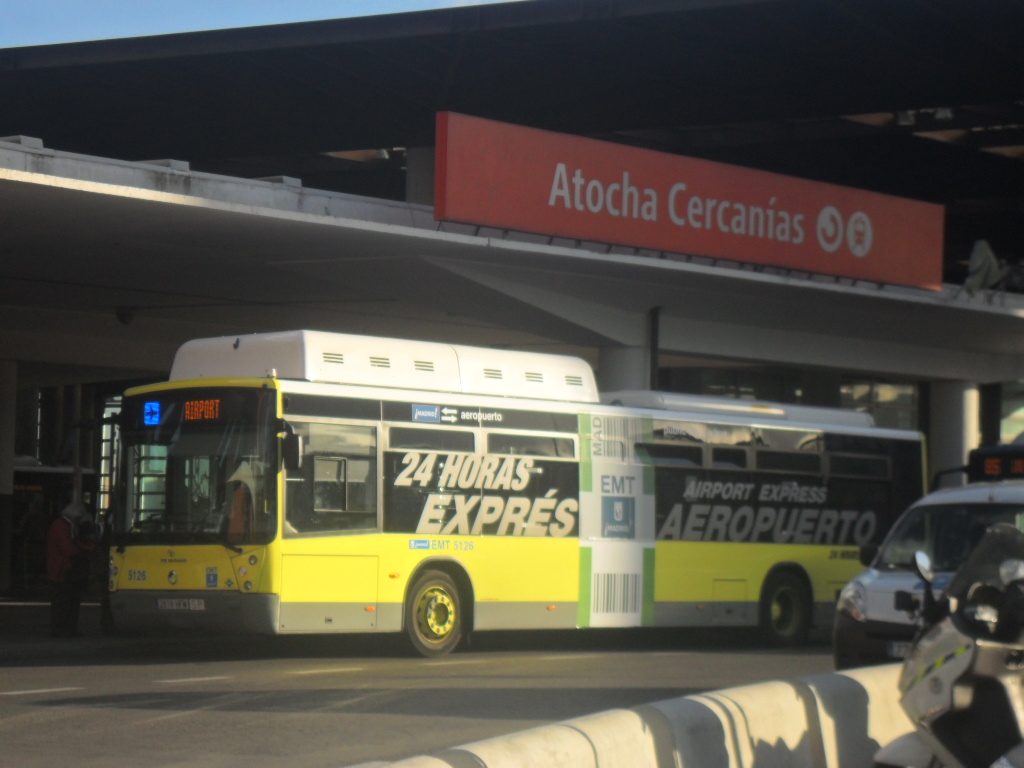
Bus Express Aeroporto

#### Biciclette
Dal 2014 è attivo il servizio di noleggio di biciclette BiciMAD, gestito dalla Empresa Municipal de Transportes de Madrid.
È inoltre presente il servizio di bike sharing privato Mobike.

#### Car sharing
Sono attivi cinque servizi di car sharing freefloating con veicoli elettrici o ibridi:
- Car2go, da novembre 2015, con 500 veicoli Smart Electric Drive, da 2 e 4 posti.
- emov, da dicembre 2016, con 550 veicoli Citroën C-Zero.
- Zity, da dicembre 2017, con 658 veicoli Renault Zoe.
- Wible, da luglio 2018, con 500 veicoli Kia Niro PHEV.
- GoTo Global, da marzo 2021, con veicoli Renault Zoe.

Inoltre, sono presenti quattro servizi di car sharing round-trip: Respiro, Ubeeqo, Drivy, Wishilife.

#### Moto sharing
Sono attivi quattro servizi di moto sharing: Acciona, eCooltra, GoTo Global e Movo.

#### Monopattini
Sono attivi diversi servizi di monopattini elettrici condivisi, come Lime, Voi, Jump, Movo e altri.

## Amministrazione

### Gemellaggi
Madrid è gemellata con:
- Tirana[31]
- Damasco
- Pechino[32]
- Belgrado
- Berlino, dal 1988
- Bordeaux, dal 1984
- Bruxelles
- Caracas
- L'Avana
- Lisbona
- Managua
- Città del Messico
- Mosca
- Móstoles
- New York
- Nouakchott
- Panama
- Quito
- Rabat
- San José
- Santo Domingo
- Tripoli
- Varsavia
- Manila
- Buenos Aires
- Roma (accordo internazionale, non gemellaggio)

## Sport

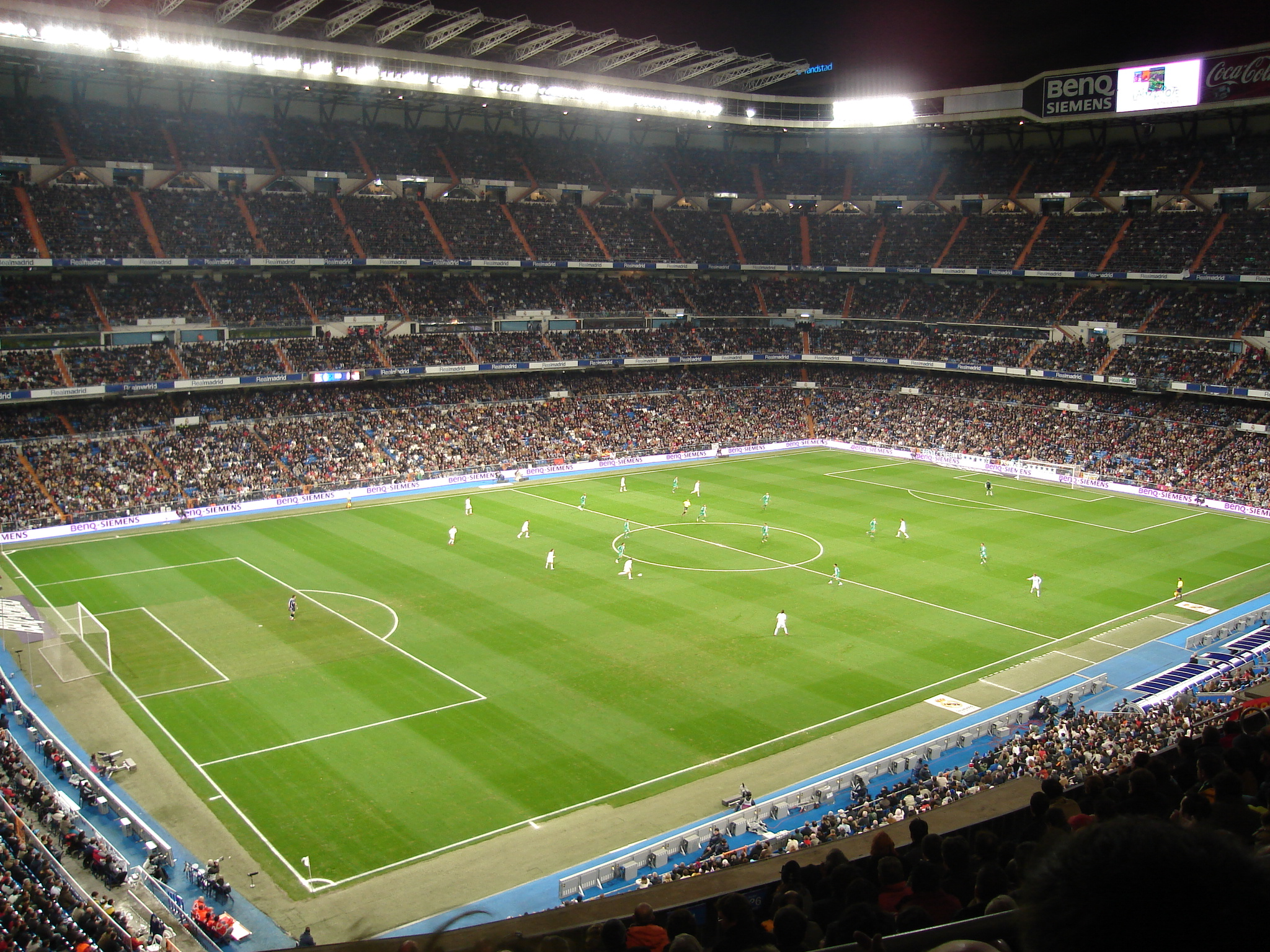
Stadio Santiago Bernabéu

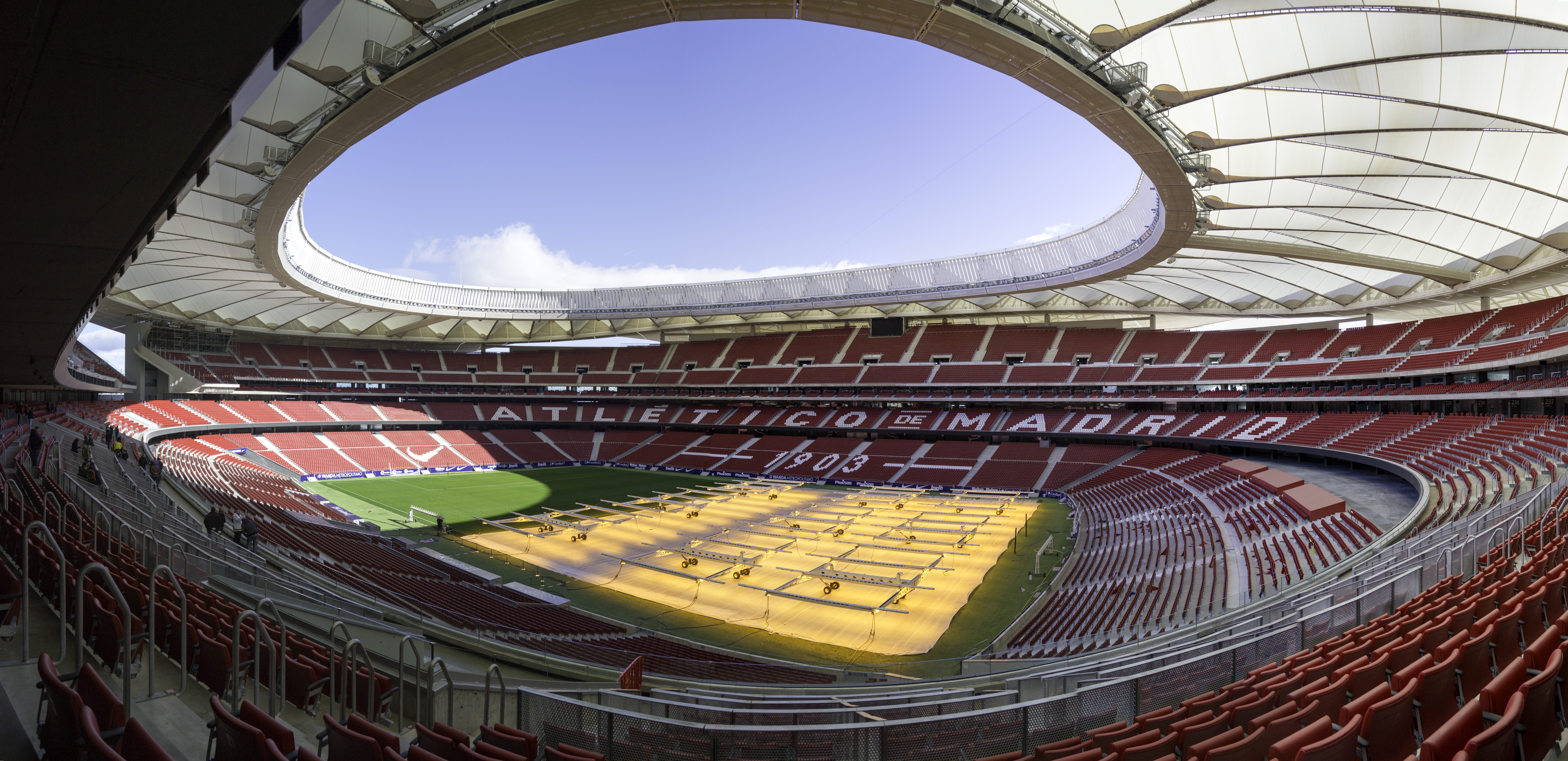
Wanda Metropolitano

Lo sport più praticato e seguito a Madrid, così come nel resto della Spagna, è il calcio. Le due squadre più importanti della città sono il Real Madrid e il Club Atlético de Madrid, entrambe ai vertici della prima divisione del campionato di calcio spagnolo (la Liga) insieme al Futbol Club Barcelona. Meno conosciuto è il Rayo Vallecano, club del quartiere Vallecas.
Molto popolare è anche la pallacanestro. Le due squadre più rappresentative della città, entrambe nella liga ACB, sono il Real Madrid e il Club Baloncesto Estudiantes.
Il Giro di Spagna di ciclismo (Vuelta Ciclista a España) quasi sempre termina a Madrid, sia perché è la capitale, sia per tradizione.
Ospiterà dalla stagione 2026 di Formula 1 il Gran Premio di Spagna, segnando un ritorno nella capitale dal campionato 1981 nel circuito rinominato Madring.
In atletica, la competizione più importante è denominata San Silvestre Vallecana, una maratona che si celebra ogni 31 dicembre.

### Candidatura olimpica
Madrid è stata candidata per organizzare i giochi olimpici della XXX Olimpiade dell'era moderna nel 2012. Questa candidatura fu promossa dal sindaco José María Álvarez del Manzano e si è sviluppata grazie al suo successore, Alberto Ruiz Gallardón.
Il Comitato Olimpico Internazionale, il 18 maggio 2004, ha selezionato nella città svizzera di Losanna le cinque città candidate ufficialmente all'organizzazione dei giochi olimpici del 2012 (oltre Madrid anche Mosca, Londra, Parigi e New York). Il 6 luglio del 2005, il Comitato Olimpico Internazionale ha scelto definitivamente la città organizzatrice, ed i giochi sono stati dati a Londra. Madrid si è classificata terza.
La capitale ha poi di nuovo tentato una nuova candidatura per il 2016: anche stavolta è entrata nella short list (insieme a Chicago, Tokyo, Rio de Janeiro) ed è finita seconda dietro la megalopoli brasiliana.
Madrid si è candidata anche per ospitare l'edizione del 2020, classificandosi terza dietro a Tokyo (che ha ospitato appunto la XXXII Olimpiade) e Istanbul.